# أبو بكر الصديق
أَبُو بَكْرٍ الصِّدِّيقُ عَبْدُ اللَّهِ بْنُ أَبِي قُحَافَةَ عُثْمَانُ بْنِ عَامِرِ بْنِ عَمْرِو بْنِ كَعْبِ بْنِ سَعْدٍ التَّيْمِيُّ الْقُرَشِيُّ (50 ق هـ – 22 جمادى الآخرة 13هـ / 573 – 22 أغسطس [آب] 634م) هو أولُ الخُلفاء الراشدين، وأحد العشرة المُبشرين بالجنَّة، وهو وزيرُ الرسول مُحمد وصاحبهُ، ورفيقهُ عند هجرته إلى المدينة المنورة. يَعدُّه أهل السنة والجماعة خيرَ الناس بعد الأنبياء والرسل، وأكثرَ الصَّحابة إيمانًا وزهدًا، وأحبَّ الناس إلى النبي مُحمد بعد زوجته عائشة. عادة ما يُلحَق اسمُ أبي بكرٍ بلقب الصّدِّيق، وهو لقبٌ لقَّبه إياه النبي مُحمد لكثرةِ تصديقه إياه.
ولد أبو بكر الصدِّيق في مكة سنة 573م بعد عام الفيل بسنتين وستة أشهر، وكان من أغنياء قُريش في الجاهليَّة، فلما دعاه النبي مُحمد إلى الإسلام أسلمَ دون تردد، فكان أول من أسلم مِن الرجال الأحرار. ثم هاجر أبو بكر مُرافقًا للنبي مُحمد من مكة إلى المدينة، وشَهِد غزوة بدر والمشاهد كلها مع النبي مُحمد، ولما مرض النبي مرضه الذي مات فيه أمر أبا بكر أن يَؤمَّ الناس في الصلاة. توفي النبي مُحمد يوم الإثنين 12 ربيع الأول سنة 11هـ، وبويع أبو بكر بالخِلافة في اليوم نفسه، فبدأ بإدارة شؤون الدولة الإسلامية من تعيين الولاة والقضاء وتسيير الجيوش، وارتدت كثير من القبائل العربية عن الإسلام، فأخذ يقاتلها ويُرسل الجيوش لمحاربتها حتى أخضع الجزيرة العربية بأكملها تحت الحُكم الإسلامي، ولما انتهت حروب الرِّدة، بدأ أبو بكر بتوجيه الجيوش الإسلامية لفتح العراق وبلاد الشَّام، ففتح مُعظم العراق وجزءًا كبيرًا من أرض الشَّام. توفي أبو بكر يوم الإثنين 22 جمادى الآخرة سنة 13هـ، وكان عمره ثلاثاً وستين سنة، فخلفه من بعده عمر بن الخطَّاب.

## حياته قبل الإسلام

### نسبه

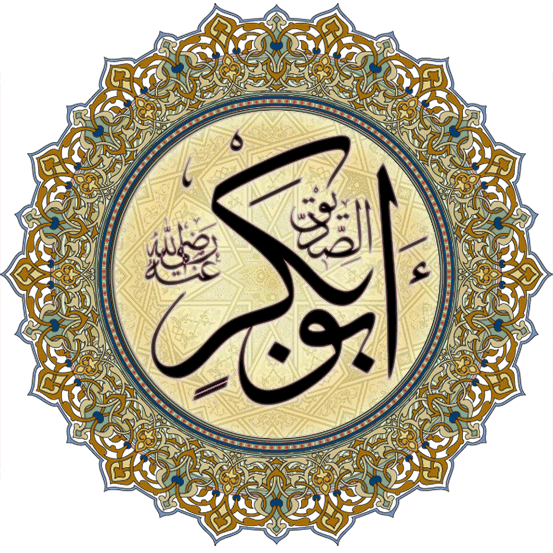
تخطيط لاسم أبي بكر الصديق ملحوق بدعاء الرضا عنه

- هو: «عبد الله بن عثمان بن عامر بن عمرو بن كعب بن سعد بن تيم بن مرة بن كعب بن لؤي بن غالب بن فهر بن مالك بن النضر وهو قريش بن كنانة بن خزيمة بن مدركة بن إلياس بن مضر بن نزار بن معد بن عدنان التيمي القرشي»،[5][6] يلتقي مع النبي محمد في الجد السادس مرة بن كعب.[7]
- أبوه: «أبو قحافة عثمان بن عامر بن عمرو بن كعب بن سعد بن تيم بن مرة التيمي القرشي»، وأم أبي قحافة: «قيلة بنت أذاة بن رياح بن عبد الله بن قرط بن رزاح بن عدي بن كعب».[8][9] أسلم يوم فتح مكة، وعاش بعد ابنه أبي بكر وورثه، وهو أول من ورث خليفة في الإسلام، إلا أنه رد نصيبه من الميراث على ولد أبي بكر، وتوفي سنة 14هـ وله سبع وتسعون سنة.[10]
- أمه: «أم الخير سلمى بنت صخر بن عامر بن كعب بن سعد بن تيم بن مرة التيمية القرشية». أسلمت في مكة قبل الهجرة مع ابنها أبي بكر، وتوفيت قبل أبي قحافة.[11]

### مولده ونشأته

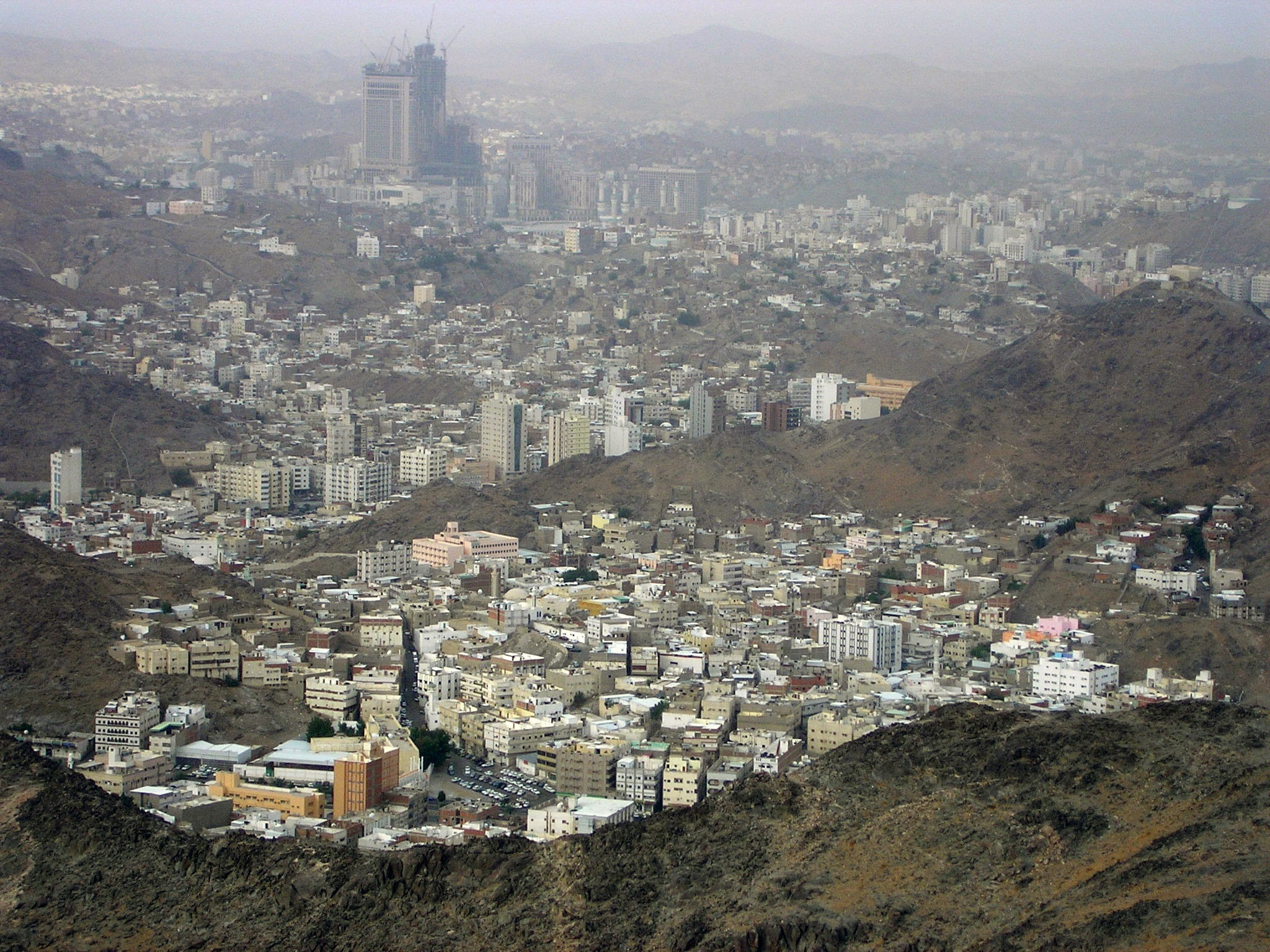
منظر عام لمكة، حيث ولد أبو بكر وترعرع.

ولد أبو بكر في مكة سنة 573م بعد عام الفيل الذي وُلد فيه النبي محمد بسنتين وستة أشهر، فكان أصغر عُمراً منه، ولم يختلف العلماء في أن أبا بكر وُلد بعد عام الفيل، وإنما اختلفوا في المدة التي كانت بعد عام الفيل، فبعضهم قال بثلاث سنين، وبعضهم قال بسنتين وستة أشهر، وآخرون قالوا بسنتين وأشهر ولم يحددوا عدد الأشهر.
وقد نشأ أبو بكر وترعرع في مكة، وكان من رؤساء قريش وأشرافها في الجاهلية، محبباً فيهم، مألفاً لهم، وكان إليه الأشناق في الجاهلية، والأشناق هي الدِّيات، وكان إذا حمل شيئاً صدَّقته قريش وأمضوا حمالته وحمالة من قام معه، وإن احتملها غيرُه خذلوه ولم يصدقوه. ويُقال أن الشرف في قريش في الجاهلية كان قد انتهى إلى عشرة رهط من عشرة أبطن، منهم العباس بن عبد المطلب من بني هاشم، وأبو سفيان بن حرب من بني أمية، وعثمان بن طلحة بن زمعة بن الأسود من بني أسد، وأبو بكر من بني تيم، وخالد بن الوليد من بني مخزوم، وعمر بن الخطاب من بني عدي، وصفوان بن أمية من بني جمح، وغيرهم.

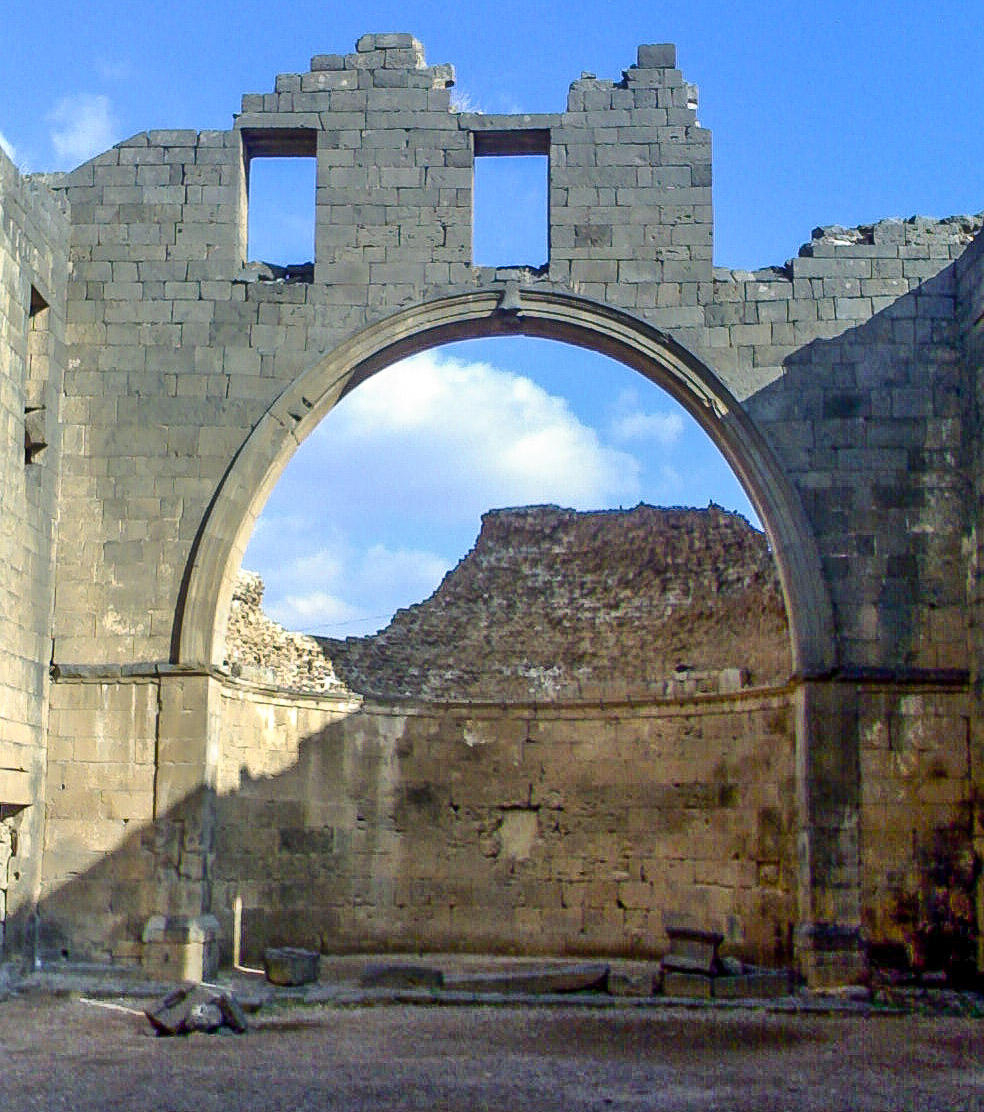
دير الراهب بحيرى في بصرى في الشام.

وقد اشتهر أبو بكر في الجاهلية بصفات عدة، منها العلم بالأنساب، فقد كان عالماً من علماء الأنساب وأخبار العرب، وله في ذلك باعٌ طويل جعله أستاذ الكثير من النسابين كعقيل بن أبي طالب وجبير بن مطعم وغيرهما، وكانت له صفة حببته إلى قلوب العرب، وهي أنه لم يكن يعيب الأنساب، ولا يذكر المثالب بخلاف غيره، وقد كان أبو بكر أنسبَ قريش لقريش وأعلمَ قريش بها وبما فيها من خير وشر، وقد رُوي أن النبي محمداً قال: «إن أبا بكر أعلمُ قريش بأنسابها»».
وقد كان أبو بكر تاجراً، قال ابن كثير: «وكان رجلاً تاجراً ذا خُلُق ومعروف، وكان رجالُ قومه يأتونه ويألفونه لغير واحد من الأمر: لعلمه وتجارته وحسن مجالسته». وقد ارتحل أبو بكر للتجارة بين البلدان حتى وصل بصرى من أرض الشام، وكان رأس ماله أربعين ألف درهم، وكان ينفق من ماله بسخاء وكرم عُرف به في الجاهلية. ويروى أن أبا بكر قد رأى رؤيا عندما كان في الشام، فقصها على بحيرى الراهب، فقال له: «من أين أنت؟» قال: «من مكة»، قال: «من أيها؟» قال: «من قريش»، قال: «فأي شيء أنت؟» قال: «تاجر»، قال: «إن صدق الله رؤياك، فإنه يبعث بنبي من قومك، تكون وزيره في حياته، وخليفته بعد موته»، فأَسرَّ أبو بكر ذلك في نفسه.
ويقال أن أبا بكر لم يكن يشرب الخمر في الجاهلية، فقد حرمها على نفسه قبل الإسلام، وكان من أعف الناس في الجاهلية، قالت السيدة عائشة: «حرم أبو بكر الخمر على نفسه، فلم يشربها في جاهلية ولا في إسلام، وذلك أنه مر برجل سكران يضع يده في العذرة، ويدنيها من فيه، فإذا وجد ريحها صرفها عنه، فقال أبو بكر: إن هذا لا يدري ما يصنع، وهو يجد ريحها فحماها». وقد سأل أحدُ الناس أبا بكر: «هل شربت الخمر في الجاهلية؟»، فقال: «أعوذ بالله»، فقيل: «ولمَ؟» قال: «كنت أصون عرضي، وأحفظ مروءتي، فإن من شرب الخمر كان مضيعاً لعرضه ومروءته». كما رُوي أن أبا بكر لم يسجد لصنم قط، فقد قال أبو بكر في مجمع من الصحابة: «ما سجدت لصنم قط، وذلك أني لما ناهزت الحلم أخذني أبو قحافة بيدي، فانطلق بي إلى مخدع فيه الأصنام، فقال لي: «هذه آلهتُك الشمُّ العوالي»، وخلاني وذهب، فدنوت من الصنم وقلت: «إني جائع فأطعمني» فلم يجبني، فقلت: «إني عار فاكسني» فلم يجبني، فألقيت عليه صخرة فخر لوجهه».

## حياته بعد الإسلام في مكة

### إسلامه
كان إسلام أبي بكر وليد رحلة طويلة في البحث عن الدين الذي يراه الحق، والذي ينسجم برأيه مع الفطرة السليمة ويلبي رغباتها، فقد كان بحكم عمله التجاري كثير الأسفار، قطع الفيافي والصحاري، والمدن والقرى في الجزيرة العربية، وتنقل من شمالها إلى جنوبها، ومن شرقها إلى غربها، واتصل اتصالاً وثيقاً بأصحاب الديانات المختلفة وبخاصة النصرانية، وقد حدث أبو بكر عن ذلك فقال: كنت جالساً بفناء الكعبة، وكان زيد بن عمرو بن نفيل قاعداً، فمر أمية بن أبي الصلت، فقال: «كيف أصبحت يا باغي الخير؟»، قال: «بخير»، قال: «وهل وجدت؟»، قال: «لا»، فقال:
أما إن هذا النبي الذي يُنتظر منا أو منكم، يقول أبو بكر: ولم أكن سمعت قبل ذلك بنبي يُنتظر ويُبعث، فخرجت أريد ورقة بن نوفل، وكان كثير النظر إلى السماء كثير همهمة الصدر، فاستوقفته، ثم قصصت عليه الحديث، فقال: «نعم يا ابن أخي، إنا أهلُ الكتب والعلوم، ألا إن هذا النبي الذي يُنتظر من أوسط العرب نسباً -ولي علم بالنسب- وقومك أوسط العرب نسباً»، قلت: «يا عم، وما يقول النبي؟»، قال: «يقول ما قيل له، إلا أنه لا يظلم ولا يظلم ولا يظالم»، فلما بُعث رسول الله ﷺ آمنت به وصدقته.
وقد كان أبو بكر يَعرف النبي محمداً معرفة عميقة في الجاهلية، وكانت الصلة بينهما قوية، وقد ذكر ابن إسحاق وغيره أنه كان صاحب النبي محمد قبل البعثة، وكان يعلم من صدقه وأمانته وحسن سجيته وكرم أخلاقه ما يمنعه من الكذب على الناس. قال ابن إسحاق: «ثم إن أبا بكر الصدِّيق لقي رسول الله ﷺ فقال: «أحق ما تقول قريش يا محمد؟ مِن تركك آلهتنا، وتسفيهك عقولنا، وتكفيرك آبائنا؟»، فقال رسول الله ﷺ: «بلى، إني رسول الله ونبيه، بعثني لأبلغ رسالته وأدعوك إلى الله بالحق، فوالله إنه للحق، أدعوك يا أبا بكر إلى الله وحده لا شريك له، ولا تعبد غيره، والموالاة على طاعته»، وقرأ عليه القرآن، فلم يقر ولم ينكر، فأسلم وكفر بالأصنام، وخلع الأنداد وأقر بحق الإسلام، ورجع أبو بكر وهو مؤمن مصدق». وقد روي عن النبي محمد أنه قال: «ما دعوت أحداً إلى الإسلام إلا كانت عنده كبوة وتردد ونظر، إلا أبا بكر ما عكم عنه حين ذكرته، ولا تردد فيه». كما روي عن النبي أنه قال: «إن الله بعثني إليكم فقلتم كذبت، وقال أبو بكر صدق، وواساني بنفسه وماله، فهل أنتم تاركوا لي صاحبي؟» مرتين.
فكان أبو بكر أول من أسلم من الرجال الأحرار، وبذلك قال إبراهيم النخعي وحسان بن ثابت وابن عباس وأسماء بنت أبي بكر ومحمد بن سيرين، وهو المشهور عن جمهور أهل السنة. وروى الإمام أحمد ومحمد بن ماجه عن ابن مسعود أنه قال: «أول من أظهر الإسلام سبعة: رسول الله ﷺ، وأبو بكر، وعمار، وأمه سمية، وصهيب، وبلال، والمقداد، فأما رسول الله ﷺ فمنعه الله بعمه، وأما أبو بكر منعه الله بقومه، وأما سائرهم فأخذهم المشركون فألبسوهم أدرع الحديد وصهروهم في الشمس». وقد جمع الإمام أبو حنيفة بين الأقوال المختلفة في ذِكر أول من أسلم بأن أول من أسلم من الرجال الأحرار أبو بكر، ومن النساء خديجة بنت خويلد، ومن الموالي زيد بن حارثة، ومن الغلمان علي بن أبي طالب. ويُقال أن أبا بكر أول من صلى مع النبي محمد، فعن زيد بن أرقم أنه قال: «أول من صلى مع النبي ﷺ أبو بكر الصديق».
وعندما أسلم أبو بكر سُرَّ النبيُّ محمدٌ سروراً كبيراً، فعن السيدة عائشة أنها قالت: «خرج أبو بكر يريد رسول الله ﷺ، وكان له صديقاً في الجاهلية، فلقيه فقال: «يا أبا القاسم فقدت من مجالس قومك واتهموك بالعيب لآبائها وأمهاتها»، فقال رسول الله ﷺ: «إني رسول الله أدعوك إلى الله»، فلما فرغ كلامه أسلم أبو بكر، فانطلق عنه رسول الله ﷺ وما بين الأخشبين أحد أكثر سروراً منه بإسلام أبي بكر».

### الدعوة إلى الإسلام
بعد إسلام أبي بكر، بدأ يدعو إلى الإسلام مَن وثق به من قومه ممن يغشاه ويجلس إليه، فأسلم على يديه: الزبير بن العوام، وعثمان بن عفان، وطلحة بن عبيد الله، وسعد بن أبي وقاص، وعبد الرحمن بن عوف، فانطلقوا إلى النبي محمد ومعهم أبو بكر، فعرض عليهم الإسلام وقرأ عليهم القرآن وأنبأهم بحق الإسلام فآمنوا، ثم جاء بعثمان بن مظعون، وأبي عبيدة بن الجراح، وأبي سلمة بن عبد الأسد، والأرقم بن أبي الأرقم فأسلموا، كما دعا أبو بكر أسرته وعائلته، فأسلمت بناته أسماء وعائشة، وابنه عبد الله، وزوجته أم رومان، وخادمه عامر بن فهيرة.
ولما اجتمع أصحاب النبي محمد، وكانوا ثمانية وثلاثين رجلاً، ألحَّ أبو بكر على النبي في الظهور، فقال: «يا أبا بكر إنا قليل»، فلم يزل أبو بكر يلح حتى ظهر الرسول، وتفرق المسلمون في نواحي المسجد كل رجل في عشيرته، وقام أبو بكر في الناس خطيباً والرسول جالس، فكان أولَ خطيب دعا إلى الإسلام، وثار المشركون على أبي بكر وعلى المسلمين، فضربوه في نواحي المسجد ضرباً شديداً، ووُطئ أبو بكر وضُرب ضرباً شديداً، ودنا منه عتبة بن ربيعة فجعل يضربه بنعلين مخصوفتين ويحرفهما لوجهه، ونزا على بطن أبي بكر، حتى ما يُعرف وجهُه من أنفه، وجاءت بنو تيم يتعادون، فأجْلَت المشركين عن أبي بكر، وحملت بنو تيم أبا بكر في ثوب حتى أدخلوه منزله، ولا يشُكُّون في موته، ثم رجعت بنو تيم فدخلوا المسجد وقالوا: والله لئن مات أبو بكر لنقتلن عتبة بن ربيعة، فرجعوا إلى أبي بكر، فجعل أبو قحافة (والد أبي بكر) وبنو تيم يكلمون أبا بكر حتى أجاب، فتكلم آخر النهار فقال: «ما فعل رسول الله ﷺ؟»، فمسوا منه بألسنتهم وعذلوه، وقالوا لأمه أم الخير: «انظري أن تطعميه شيئاً أو تسقيه إياه»، فلما خلت به ألحت عليه، وجعل يقول: «ما فعل رسول الله ﷺ؟»، فقالت: «والله ما لي علم بصاحبك»، فقال: «اذهبي إلى أم جميل بنت الخطاب فاسأليها عنه»، فخرجت حتى جاءت أم جميل (وكانت تخفي إٍسلامها)، فقالت: «إن أبا بكر يسألك عن محمد بن عبد الله»، فقالت: «ما أعرف أبا بكر ولا محمد بن عبد الله، وإن كنت تحبين أن أذهب معك إلى ابنك؟»، قالت: «نعم»، فمضت معها حتى وجدت أبا بكر صريعاً دنفاً، فدنت أم جميل، وأعلنت بالصياح وقالت: «والله إن قوماً نالوا منك لأهلُ فسق وكفر، إنني لأرجو أن ينتقم الله لك منهم»، قال: «فما فعل رسول الله ﷺ؟» قالت: «هذه أمك تسمع»، قال: «فلا شيء عليك منها»، قالت: «سالمٌ صالحٌ»، قال: «أين هو؟»، قالت: «في دار الأرقم»، قال: «فإن لله علي أن لا أذوق طعاماً ولا أشرب شراباً أو آتي رسول الله ﷺ»، فأمهلتا حتى إذا هدأت الرِّجل وسكن الناس خرجتا به يتكئ عليهما، حتى أدخلتاه على الرسول محمد، فأكب عليه الرسولُ فقبله، وأكب عليه المسلمون، ورق له الرسولُ محمدٌ رقةً شديدةً، فقال أبو بكر: «بأبي وأمي يا رسول الله، ليس بي بأس إلا ما نال الفاسق من وجهي، وهذه أمي برة بولدها وأنت مبارك فادعها إلى الله، وادع الله لها عسى الله أن يستنقذها بك من النار»، فدعا لها النبي محمد ودعاها إلى الله فأسلمت.

### مساعدة المسلمين المستضعفين
تضاعف أذى المشركين للرسول محمد وأصحابه مع انتشار الدعوة الإسلامية في مكة، وخاصة في معاملة المستضعفين من المسلمين، وقد تعرض بلال بن رباح لعذاب عظيم، ولم يكن له ظهرٌ يسنده، ولا عشيرةٌ تحميه، ولا سيوفٌ تذود عنه.
فعندما علم سيده أمية بن خلف بأنه أسلم، راح يهدده تارة ويغريه تارة أخرى، فأبى بلال أن يترك الإسلام، فحنق عليه أمية بن خلف وقرر أن يعذبه عذاباً شديداً، فأخرجه إلى شمس الظهيرة في الصحراء بعد أن منع عنه الطعام والشراب يوماً وليلة، ثم ألقاه على ظهره فوق الرمال المحرقة الملتهبة، ثم أمر غلمانه فحملوا صخرة عظيمة وضعوها فوق صدر بلال وهو مقيد اليدين، ثم قال له: «لا تزال هكذا حتى تموتَ أو تكفرَ بمحمد وتعبدَ اللات والعزى»، وأجاب بلال: «أحدٌ أحدٌ»، وبقي أمية بن خلف مدة وهو يعذب بلالاً بتلك الطريقة البشعة،
عندما علم أبو بكر بذلك قصد موقع التعذيب، وفاوض أمية بن خلف وقال له: «ألا تتقي الله في هذا المسكين؟ حتى متى؟» قال: «أنت أفسدته فأنقذه مما ترى»، فقال أبو بكر: «أفعل، عندي غلام أسود أجلد منه وأقوى على دينك، أعطيكه به»، قال: «قد قبلت»، فقال: «هو لك»، فأعطاه أبو بكر غلامه ذلك وأخذه فأعتقه، وفي رواية أخرى: اشتراه بسبع أواق أو بأربعين أوقية ذهباً.
واستمر أبو بكر بعد ذلك في شراء العبيد والإماء والمملوكين من المسلمين والمسلمات وعتقهم، ومنهم: عامر بن فهيرة، وأم عبيس (أو أم عميس)، وزنيرة، وقد أصيب بصرها حين أعتقها فقالت قريش: «ما أذهب بصرَها إلا اللات والعزى»، فقالت: «كذبوا، وبيت الله ما تضر اللات والعزى وما تنفعان»، فرد الله بصرها، كما أعتق النهدية وبنتها، وابتاع لبينة جارية بني مؤمل وكانت مسلمة فأعتقها أيضا.

## هجرته وحياته في المدينة

### هجرته

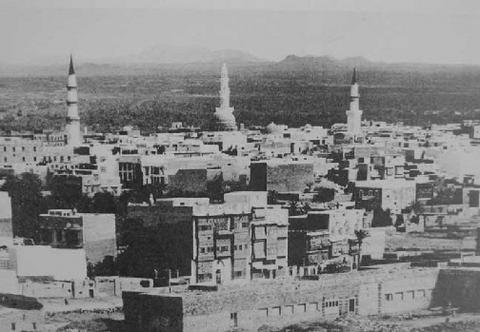
منظر عام للمدينة المنورة قديماً، مهجر النبي محمد وأبي بكر، والعاصمة الأولى للدولة الإسلامية.

لما اشتد البلاء على المسلمين بعد بيعة العقبة الثانية، أذن الرسولُ محمد لأصحابه بالهجرة إلى المدينة المنورة، فجعلوا يخرجون ويُخفون ذلك، فنزلوا على الأنصار في دورهم فآووهم ونصروهم، وأقام النبي محمد بمكة بعد أصحابه من المهاجرين ينتظر أن يُؤذن له في الهجرة، ولم يتخلف معه بمكة إلا من حُبس أو فُتن، إلا علي بن أبي طالب وأبو بكر، وكان أبو بكر كثيراً ما يستأذن النبي محمداً في الهجرة فيقول النبي له: «لا تعجل لعل الله يجعل لك صاحباً»، فيطمع أبو بكر أن يكونه. ولما رأت قريش أن النبي محمداً قد صار له أصحاب من غيرهم بغير بلدهم، ورأوا خروج أصحابه من المهاجرين إليهم، عرفوا أنهم قد نزلوا داراً وأصابوا منهم مَنعة، فحذِروا خروج النبي محمد إليهم، فاجتمعوا في دار الندوة يتشاورون فيما يصنعون في أمره، فاتفقوا أن يأخذوا من كل قبيلة فتى شاباً ليعمدوا إليه فيضربوه ضربة رجل واحد فيقتلوه، فيتفرَّق دمُه في القبائل جميعها، ولكن النبي محمداً علم بأمرهم وتمكن من الخروج من بيته سالماً.
كانت هجرة النبي محمد من مكة إلى المدينة في يوم الاثنين في شهر ربيع الأول سنة ثلاث عشرة من بعثته، وكان أبو بكر حين استأذن النبي في الهجرة فقال له: «لا تعجل لعل الله أن يجعل لك صاحباً»، قد طمع بأن يكون النبيُّ إنما يعني نفسه، فابتاع راحلتين، فاحتبسهما في دار يعلفهما إعداداً لذلك، قالت السيدة عائشة:

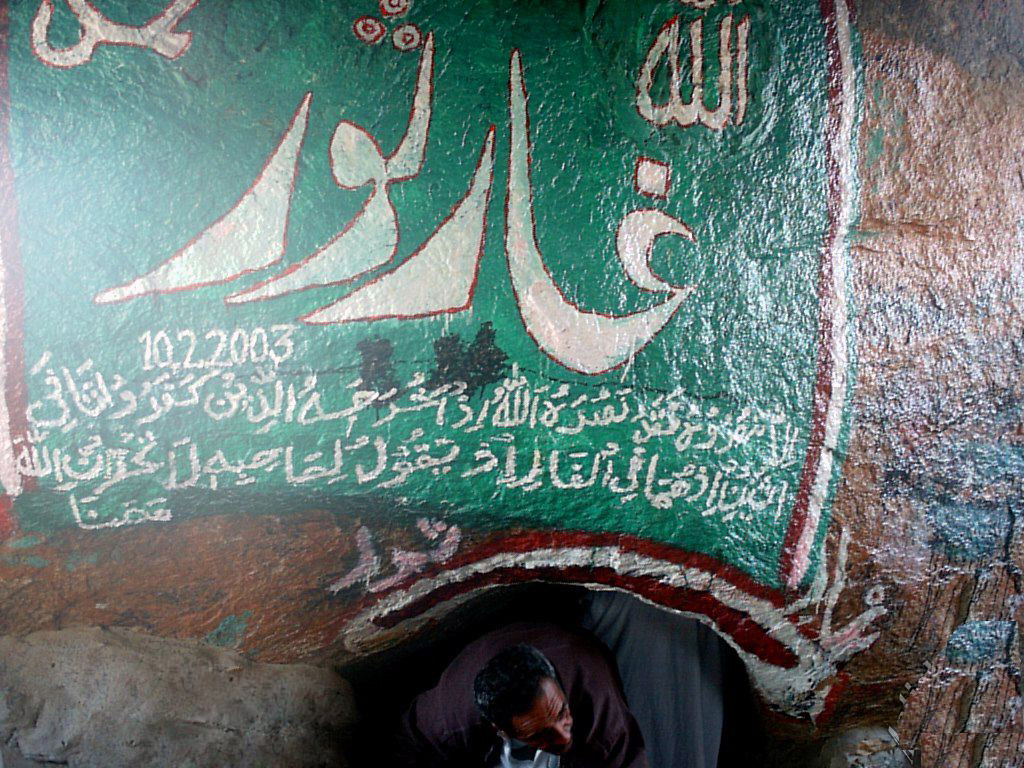
غار ثور الذي مكث به النبي محمد وأبو بكر ثلاث ليال أثناء هجرتهما إلى المدينة.

ثم قال أبو بكر: «يا نبي الله، إن هاتين راحلتين كنت أعددتهما لهذا»، فاستأجرا عبد الله بن أريقط الكناني، رجلاً من بني الدئل بن بكر من كنانة، وكان مشركاً يدلهما على الطريق، ودفعا إليه راحلتيهما، فكانتا عنده يرعاهما لميعادهما، ولم يعلم بخروج النبي أحد حين خرج إلا علي بن أبي طالب وأبو بكر وآل أبي بكر، فلما أجمع النبي الخروج أتى أبا بكر فخرجا من خوخة لأبي بكر في ظهر بيته، ثم عمدا إلى غار بثور، وهو جبل بأسفل مكة فدخلاه، وأمر أبو بكر ابنه عبد الله أن يتسمع لهما ما يقول الناس فيهما نهاره، ثم يأتيهما إذا أمسى بما يكون في ذلك اليوم من الخبر، وأمر مولاه عامر بن فهيرة أن يرعى غنمه نهاره، ثم يأتيهما إذا أمسى في الغار، فكان عبد الله بن أبي بكر يكون في قريش نهاره معهم، يسمع ما يأتمرون به وما يقولون في شأن النبي محمد وأبي بكر، ثم يأتيهما إذا أمسى فيخبرهما الخبر، وكان عامر بن فهيرة يرعى في رعيان أهل مكة، فإذا أمسى أراح عليهما غنم أبي بكر فاحتلبا وذبحا، فإذا غدا عبد الله بن أبي بكر من عندهما إلى مكة اتبع عامر بن فهيرة أثره بالغنم يعفي عليه.
وكانت أسماء بنت أبي بكر تأتيهما من الطعام إذا أمست بما يصلحهما، قالت أسماء: ولما خرج رسول الله ﷺ وأبو بكر أتانا نفر من قريش فيهم أبو جهل بن هشام، فوقفوا على باب أبي بكر، فخرجتُ إليهم فقالوا: «أين أبوك يا ابنة أبي بكر؟»، قلت: «لا أدري والله أين أبي»، فرفع أبو جهل يده وكان فاحشاً خبيثاً، فلطم خدي لطمة طرح منها قرطي ثم انصرفوا. وقالت أسماء بنت أبي بكر: «لما خرج رسول الله ﷺ وخرج أبو بكر معه، احتمل أبو بكر ماله كله معه: خمسة آلاف درهم أو ستة آلاف درهم، فانطلق بها معه، فدخل علينا جدي أبو قحافة وقد ذهب بصره، فقال: «والله إني لأراه قد فجعكم بماله مع نفسه»، قلت: «كلا يا أبت، إنه قد ترك لنا خيراً كثيراً»، قالت: وأخذتُ أحجاراً فوضعتها في كوة في البيت الذي كان أبي يضع ماله فيها، ثم وضعت عليها ثوباً، ثم أخذت بيده فقلت: «يا أبت ضع يدك على هذا المال»، قالت: فوضع يده عليه فقال: «لا بأس، إذا كان قد ترك لكم هذا فقد أحسن، وفي هذا بلاغ لكم»، قالت: ولا والله ما ترك لنا شيئاً ولكن أردت أن أسكن الشيخ بذلك».
وبدأ المشركون باقتفاء أثر النبي، فلما بلغوا جبل ثور اختلط عليهم، فصعدوا الجبل فمروا بالغار، فرأوا على بابه نسج العنكبوت، فقالوا: «لو دخل ها هنا أحد لم يكن نسج العنكبوت على بابه»، وعن أنس بن مالك أن أبا بكر حدثه فقال: قلت للنبي ﷺ ونحن في الغار: «لو أن أحدهم نظر إلى قدميه لأبصرنا تحت قدميه؟»، فقال: «يا أبا بكر ما ظنك باثنين الله ثالثهما؟».
| قال الله تعالى: ﴿إِلَّا تَنْصُرُوهُ فَقَدْ نَصَرَهُ اللَّهُ إِذْ أَخْرَجَهُ الَّذِينَ كَفَرُوا ثَانِيَ اثْنَيْنِ إِذْ هُمَا فِي الْغَارِ إِذْ يَقُولُ لِصَاحِبِهِ لَا تَحْزَنْ إِنَّ اللَّهَ مَعَنَا فَأَنْزَلَ اللَّهُ سَكِينَتَهُ عَلَيْهِ وَأَيَّدَهُ بِجُنُودٍ لَمْ تَرَوْهَا وَجَعَلَ كَلِمَةَ الَّذِينَ كَفَرُوا السُّفْلَى وَكَلِمَةُ اللَّهِ هِيَ الْعُلْيَا وَاللَّهُ عَزِيزٌ حَكِيمٌ ۝٤٠﴾ |
| — التوبة: 40 |

ومكث النبي وأبو بكر في الغار ثلاث ليال، ثم خرجا حتى وصلا المدينة المنورة، قال الإمام البخاري بسنده إلى ابن شهاب:
ويقول: 
ونزل أبو بكر على خبيب بن إساف الخزرجي بالسنح، وقيل على خارجة بن زيد بن أبي زهير الخزرجي.

### جهاده

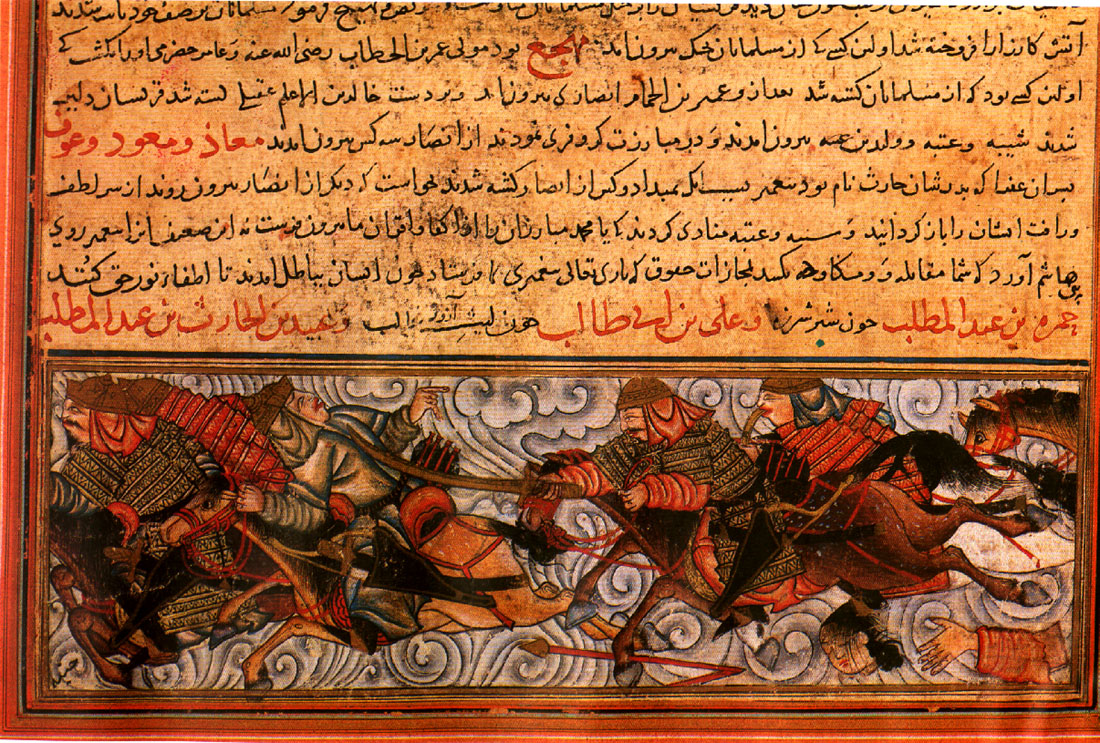
رسم فارسي يصوّر غزوة بدر التي شهدها أبو بكر.

شهد أبو بكر مع النبي محمد غزوة بدر والمشاهد كلها، ولم يَفُتْه منها مشهد، فقد شارك أبو بكر في غزوة بدر سنة 2هـ، وكانت له فيها مواقف مشهورة، فلما بلغ النبيَّ محمداً نجاةُ القافلة وإصرارُ زعماء مكة على قتال النبي، استشار أصحابه في الأمر، فقام أبو بكر أولاً فقال وأحسن، ثم قام عمر بن الخطاب فقال وأحسن. وقد ظهرت من أبي بكر شجاعة وبسالة، وقد شارك ابنه عبد الرحمن في هذه المعركة مع المشركين، فلما أسلم قال لأبيه: «لقد أهدفت لي (أي ظهرت أمامي) يوم بدر، فملت عنك ولم أقتلك»، فقال له أبو بكر: «لو أهدفت لي لم أمل عنك».

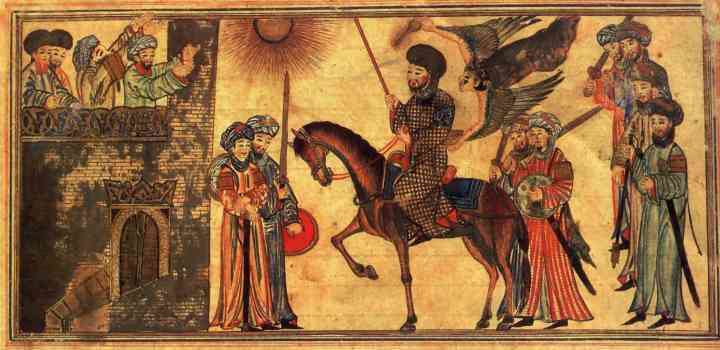
رسم من القرن الرابع عشر يُظهر استسلام بني النضير للمسلمين.

وشهد أبو بكر غزوة أحد سنة 3هـ، ولما تفرق المسلمون من حول النبي محمد، وتبعثر الصحابة في أرجاء الميدان، وشاع أن الرسولَ محمداً قد قُتل، شقَّ أبو بكر الصفوف، وكان أولَ من وصل إلى الرسول محمد، وقد اجتمع إلى الرسول محمد آنذاك كلُّ من: أبو بكر، وأبو عبيدة بن الجراح، وعلي بن أبي طالب، وطلحة بن عبيد الله، والزبير بن العوام، وعمر بن الخطاب، والحارث بن الصمة، وأبو دجانة، وسعد بن أبي وقاص، وغيرهم.
وشهد أبو بكر غزوة بني النضير سنة 4هـ، وغزوة بني المصطلق سنة 5هـ، وكانت معه فيها راية المهاجرين، وشهد غزوة الخندق سنة 5هـ، وغزوة بني قريظة سنة 5هـ، وكان فيهما مرافقاً للنبي محمد، كما شهد صلح الحديبية سنة 6هـ، وشهد غزوة خيبر سنة 7هـ، وكان أولَ قائد يرسله النبي محمد، كما شهد سرية نجد، وكان الأمير على المسلمين فيها، وكان الأمير على المسلمين في غزوة بني فزارة أيضاً، وكان أبو بكر من المسلمين الذين ذهبوا مع الرسول محمد ليعتمروا عمرة القضاء سنة 7هـ، كما شهد سرية ذات السلاسل سنة 8هـ.
ولما نقضت قريش صلح الحديبية، وتجهز النبي محمدٌ مع صحابته للخروج إلى مكة، خرج أبو سفيان بن حرب من مكة إلى الرسول محمد فقال: «يا محمد، اشدد العقد، وزدنا في المدة»، فقال النبي محمد: «ولذلك قدمت؟ هل كان من حدث قبلكم؟»، فقال: «معاذ الله، نحن على عهدنا وصلحنا يوم الدية لا نغيّر ولا نبدّل»، فخرج من عند النبي محمد يقصد مقابلة الصحابة، فطلب من أبي بكر أن يجدد العقد ويزيدهم في المدة، فقال أبو بكر: «جواري في جوار رسول الله ﷺ، والله لو وجدت الذر تقاتلكم لأعنتها عليكم». ولما دخل النبيُّ محمدٌ مكة في عام الفتح سنة 8هـ، كان أبو بكر بجانبه، وقد تمت النعمة على أبي بكر في ذلك الوقت بإسلام أبيه أبي قحافة. وشهد أبو بكر غزوة حنين سنة 8هـ، وكانت قد صبرت مع النبي فئةٌ من الصحابة يتقدمهم أبو بكر، ثم انتصروا بعد ذلك.
كما شهد أبو بكر غزوة تبوك، ولما اختار الرسولُ الأمراء والقادة وعقد الألوية والرايات لهم، أعطى لواءه الأعظم لأبي بكر، وحث الرسولُ محمدٌ الصحابة في غزوة تبوك على الإنفاق، فأنفق كل حسب مقدرته، وكان عثمان بن عفان أكثر من أنفق في هذه الغزوة. وقد قال عمر بن الخطاب في ذلك: أمرَنا رسول الله ﷺ يوماً أن نتصدق، فوافق ذلك مالاً عندي، فقلت: «اليوم أسبق أبا بكر إن سبقته يوماً»، فجئت بنصف مالي، فقال رسول الله ﷺ: «ما أبقيت لأهلك؟»، قلت: «مثله»، وأتى أبو بكر رضيَ الله عنه بكل ما عنده، فقال له رسول الله ﷺ: «ما أبقيت لأهلك؟»، قال: «أبقيت لهم الله ورسوله»، قلت: «لا أسابقك إلى شيء أبداً». وفي سنة 9هـ، أرسل النبي محمد أبا بكر أميراً على الحج، فخرج أبو بكر أميراً بركب الحجيج، كما شهد أبو بكر حجة الوداع سنة 10هـ.

### مرض النبي محمد ووفاته

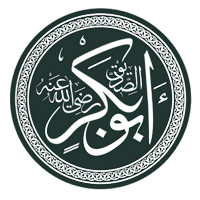
تخطيط لاسم أبي بكر الصديق.

ابتدأ مرض النبي محمد الذي تُوفّي فيه في أواخر شهر صفر سنة 11 هـ بعد أن أمر أسامة بن زيد بالمسير إلى أرض فلسطين، لمحاربة الروم، فاستبطأ الناسُ في الخروج لوجع النبي محمد، وكان من شدّة وجعه أنّه كان يُغمى عليه في اليوم الواحد مرات عديدة. وفي أحد الأيام، خطب النبي محمد الناس وقال: «إن الله خير عبداً بين الدنيا وبين ما عنده، فاختار ذلك العبد ما عند الله»، فبكى أبو بكر، قال أبو سعيد الخدري: فعجبنا لبكائه أن يخبر رسولُ الله ﷺ عن عبد خُيِّر، فكان رسولُ الله ﷺ هو المُخيَّر، وكان أبو بكر أعلمَنا، فقال رسول الله ﷺ: «إن من أَمَنّ الناس عليّ في صحبته وماله أبا بكر، ولو كنت متّخذاً خليلاً غير ربي لاتّخذت أبا بكر، ولكن أخوّة الإسلام ومودّته، لا يبقين في المسجد باب إلا سدّ إلا باب أبي بكر»، وقالت السيدة عائشة: قال لي رسول الله ﷺ في مرضه: «ادعي لي أبا بكر أباك، وأخاك، حتى أكتب كتاباً، فإني أخاف أن يتمنى متمن ويقول قائل: أنا أولى، ويأبى الله والمؤمنون إلا أبا بكر». ولما ثقُل على النبي محمد المرض، أمر أبا بكر أن يصلي بالناس، قالت السيدة عائشة: لما مرض النبي ﷺ مرضه الذي مات فيه فحضرت الصلاة فأذن بلال، فقال: «مروا أبا بكر فليصل بالناس»، فقيل له: «إن أبا بكر رجل أسيف (أي رقيق القلب)، إذا قام مقامك لم يستطع أن يصلي بالناس»، وأعاد فأعادوا له فأعاد الثالثة، فقال: «إنكن صواحب يوسف، مروا أبا بكر فليصل بالناس»، فخرج أبو بكر، فوجد النبيُّ ﷺ في نفسه خفة، فخرج يهادى بين رَجُلَين كأني أنظر إلى رجليه تخطّان من الوجع، فأراد أبو بكر أن يتأخر، فأومأ إليه النبي ﷺ أن مكانك، ثم أتي به حتى جلس إلى جنبه.
ولما كان يوم الاثنين الذي توفي فيه، بعد ثلاثة عشر يوماً على مرضه، خرج إلى الناس وهم يصلون الصبح ففرحوا به، ثم رجع فاضطجع في حجر عائشة بنت أبي بكر، فتُوفي وهو يقول «بل الرفيق الأعلى من الجنة»، وكان ذلك ضحى يوم الاثنين ربيع الأول سنة 11 هـ، الموافق 8 يونيو سنة 632م وقد تّم له ثلاث وستون سنة. فلما توفي قام عمر بن الخطاب، فقال «والله ما مات رسول الله ﷺ، وليبعثنه الله فليقطعنّ أيدي رجال وأرجلهم»، وجاء أبو بكر مسرعاً فكشف عن وجهه وقبّله، وقال «بأبي أنت وأمّي، طبتَ حياً وميتاً»، ثم خرج وخطب بالنّاس قائلاً:
| أبو بكر الصديق | ألا من كان يعبد محمدًا ﷺ، فإنّ محمدًا قد مات، ومن كان يعبد الله فإن الله حيّ لا يموت، وقرأ ﴿وَمَا مُحَمَّدٌ إِلَّا رَسُولٌ قَدْ خَلَتْ مِنْ قَبْلِهِ الرُّسُلُ أَفَإِنْ مَاتَ أَوْ قُتِلَ انْقَلَبْتُمْ عَلَى أَعْقَابِكُمْ وَمَنْ يَنْقَلِبْ عَلَى عَقِبَيْهِ فَلَنْ يَضُرَّ اللَّهَ شَيْئًا وَسَيَجْزِي اللَّهُ الشَّاكِرِينَ ۝١٤٤﴾. | أبو بكر الصديق |

قالت السيدة عائشة: «فوالله لكأن الناس لم يكونوا يعلمون أن الله أنزل هذه الآية حتى تلاها أبو بكر رضيَ الله عنه، فتلقاها منه الناس، فما يُسمع بشر إلا يتلوها». ثم أقبل الناس يوم الثلاثاء على تجهيز النبي محمد، فقام علي بن أبي طالب والعباس بن عبدالمطلب والفضل بن العباس وقثم بن العباس وأسامة بن زيد وشقران مولى محمد، بتغسيله وعليه ثيابه.

## مبايعته بالخلافة

### سقيفة بني ساعدة والبيعة الخاصة
لما علم الصحابة بوفاة الرسول محمد، اجتمع الأنصار في سقيفة بني ساعدة في اليوم نفسه، وهو يوم الاثنين 12 ربيع الأول سنة 11هـ، وتداولوا الأمر بينهم في اختيار من يلي الخلافة من بعده، والتف الأنصار حول زعيم الخزرج سعد بن عبادة، ولما بلغ خبرُ اجتماع الأنصار في سقيفة بني ساعدة إلى المهاجرين، وهم مجتمعون مع أبي بكر لترشيح من يتولى الخلافة، قال المهاجرون لبعضهم: انطلقوا بنا إلى إخواننا من الأنصار، فإن لهم في هذا الحق نصيباً.
قال عمر بن الخطاب: فانطلقنا نريدهم، فلما دنونا منهم لقينا منهم رجلين صالحين، فذكر ما تمالأ عليه القوم، فقالا: «أين تريدون يا معشر المهاجرين؟» قلنا: «نريد إخواننا هؤلاء من الأنصار»، فقالا: «لا عليكم أن لا تقربوهم، اقضوا أمركم»، فقلت: «والله لنأتينهم»، فانطلقنا حتى أتيناهم في سقيفة بني ساعدة، فإذا رجل مزمل بين ظهرانيهم، فقلت: «من هذا؟»، فقالوا: «هذا سعد بن عبادة»، فقلت: «ما له؟»، قالوا: «يوعك»، فلما جلسنا قليلاً تشهد خطيبهم فأثنى على الله بما هو أهله، ثم قال: «أما بعد، فنحن أنصار الله وكتيبة الإسلام، وأنتم معشرَ المهاجرين رهط، وقد دفت دافة من قومكم (أي عدد قليل)، فإذاً هم يريدون أن يختزلونا من أصلنا وأن يحضنونا من الأمر (أي يخرجونا من أمر الخلافة)»، فلما سكت أردت أن أتكلم، وكنت قد زورت مقالة أعجبتني أريد أن أقدمها بين يدي أبي بكر، وكنت أداري منه بعض الحد، فلما أردت أن أتكلم قال أبو بكر: «على رسلك»، فكرهت أن أغضبه، فتكلم أبو بكر، فكان هو أحلم مني وأوقر، والله ما ترك من كلمة أعجبتني في تزويري إلا قال في بديهته مثلها أو أفضل منها حتى سكت، فقال: «ما ذكرتم فيكم من خير فأنتم له أهل، ولن يُعرف هذا الأمر إلا لهذا الحي من قريش، هم أوسط العرب نسباً وداراً، وقد رضيت لكم هذين الرجلين فبايعوا أيهما شئتم»، فأخذ بيدي ويد أبي عبيدة بن الجراح وهو جالس بيننا، فلم أكره مما قال غيرها، والله أن أقدَّم فتُضرب عنقي لا يقربني ذلك من إثم أحب إلي من أن أتأمر على قوم فيهم أبو بكر، اللهم إلا أن تسول إلي نفسي عند الموت شيئاً لا أجده الآن، فقال قائل من الأنصار: «أنا جذيلها المحكك، وعذيقها المرجب، منا أمير ومنكم أمير يا معشر قريش»، فكثر اللغط، وارتفعت الأصوات، حتى فرقت من الاختلاف فقلت (لأبي بكر): «ابسط يدك»، فبايعته وبايعه المهاجرون، ثم بايعته الأنصار. وفي رواية أخرى قال عمر: «يا معشر الأنصار، ألستم تعلمون أن رسول الله قد أمر أبا بكر أن يؤم الناس، فأيكم تطيب نفسه أن يتقدم أبا بكر رضيَ الله عنه؟» فقالت الأنصار: «نعوذ بالله أن نتقدم أبا بكر».
وفي رواية أخرى: فتكلم أبو بكر رضيَ الله عنه، فلم يترك شيئاً أنزل في الأنصار ولا ذكره رسول الله ﷺ من شأنهم إلا وذكره، وقال: «ولقد علمتم أن رسول الله ﷺ قال: «لو سلك الناس وادياً وسلكت الأنصار وادياً سلكت وادي الأنصار»، ولقد علمت يا سعد (يعني سعد بن عبادة الخزرجي) أن رسول الله ﷺ قال وأنت قاعد: «قريش ولاة هذا الأمر، فبر الناس تبع لبرهم، وفاجر الناس تبع لفاجرهم»»، فقال له سعد: صدقت، نحن الوزراء وأنتم الأمراء.
وخطب أبو بكر معتذراً من قبول الخلافة فقال: «والله ما كنت حريصاً على الإمارة يوماً ولا ليلةً قط، ولا كنت فيها راغباً، ولا سألتها الله عز وجل في سر وعلانية، ولكني أشفقت من الفتنة، وما لي في الإمارة من راحة، ولكن قلدت أمراً عظيماً ما لي به من طاقة ولا يد إلا بتقوية الله عز وجل، ولوددت أن أقوى الناس عليها مكاني». وقد ثبت أنه قال: «وددت أني يوم سقيفة بني ساعدة كنت قذفت الأمر في عنق أحد الرجلين: أبي عبيدة أو عمر، فكان أميرَ المؤمنين وكنت وزيراً»، كما قال: «أيها الناس، هذا أمركم إليكم تولوا من أحببتم على ذلك، وأكون كأحدكم»، فأجابه الناس: رضينا بك قسماً وحظاً، وأنت ثاني اثنين مع رسول الله ﷺ. وقد قام باستبراء نفوس المسلمين من أي معارضة لخلافته، واستحلفهم على ذلك فقال: «أيها الناس، أذكركم الله أيما رجل ندم على بيعتي لما قام على رجليه»، فقام علي بن أبي طالب ومعه السيف، فدنا منه حتى وضع رجلاً على عتبة المنبر والأخرى على الحصى وقال: «والله لا نقيلك ولا نستقيلك، قدمك رسول الله فمن ذا يؤخرك؟».

### البيعة العامة وخلافته
بعد أن تمت بيعة أبي بكر البيعة الخاصة في سقيفة بني ساعدة، اجتمع المسلمون في اليوم التالي للبيعة العامة، قال أنس بن مالك: لما بويع أبو بكر في السقيفة وكان الغد، جلس أبو بكر على المنبر، فقام عمر فتكلم قبل أبي بكر، فحمد الله وأثنى عليه بما هو أهله، ثم قال: «أيها الناس، إني كنت قلت لكم بالأمس مقالة ما كانت وما وجدتها في كتاب الله، ولا كانت عهداً عهده إلي رسول الله ﷺ، ولكني قد كنت أرى أن رسول الله ﷺ سيدبر أمرنا، وإن الله قد أبقى فيكم كتابه الذي به هدى الله رسوله ﷺ، فإن اعتصمتم به هداكم الله لما كان هداه له، وإن الله قد جمع أمركم على خيركم: صاحب رسول الله ﷺ، وثاني اثنين إذ هما في الغار، فقوموا فبايعوه»، فبايع الناس أبا بكر بعد بيعة السقيفة.
ثم تكلم أبو بكر، فحمد الله وأثنى عليه بالذي هو أهله، ثم قال:
| أبو بكر الصديق | أما بعد أيها الناس، فإني قد وُليت عليكم ولست بخيركم، فإن أحسنت فأعينوني، وإن أسأت فقوموني، الصدق أمانة والكذب خيانة، والضعيف فيكم قوي عندي حتى أرجع عليه حقه إن شاء الله، والقوي فيكم ضعيف عندي حتى آخذ الحق منه إن شاء الله، لا يدع قوم الجهاد في سبيل الله إلا خذلهم الله بالذل، ولا تشيع الفاحشة في قوم إلا عمهم الله بالبلاء، أطيعوني ما أطعت الله ورسوله، فإذا عصيت الله ورسوله فلا طاعة لي عليكم، قوموا إلى صلاتكم يرحمكم الله. | أبو بكر الصديق |

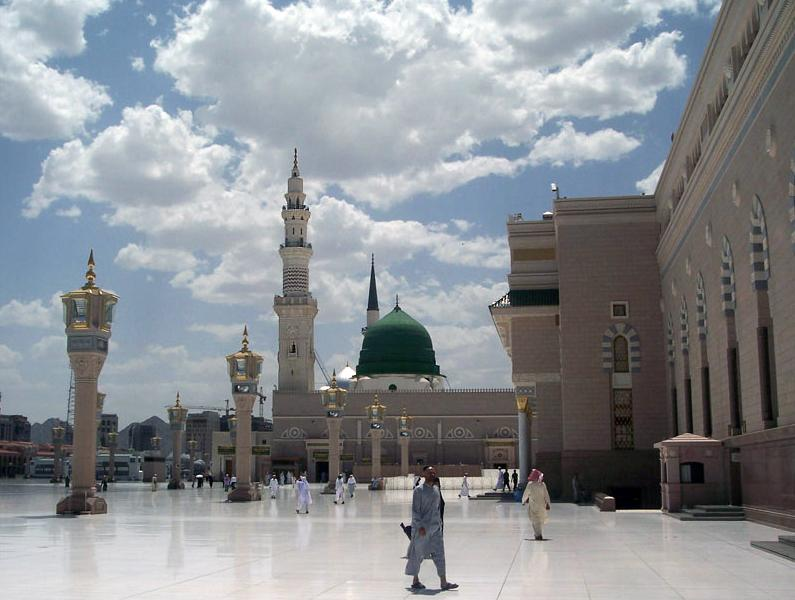
المسجد النبوي، حيث تقع قبورُ كل من النبي محمد وأبي بكر وعمر بن الخطاب في المبنى ذي القبة الخضراء.

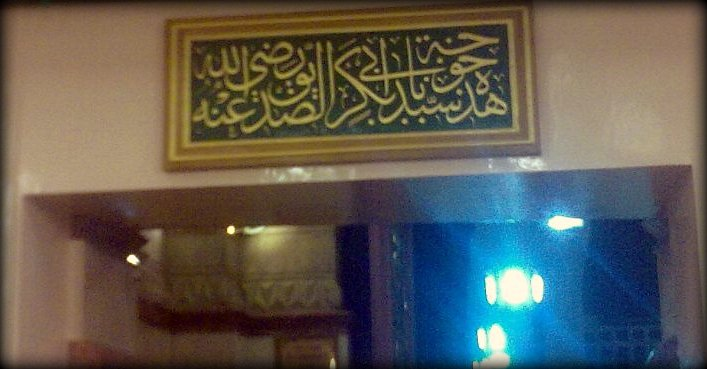
"خوخة أبي بكر" في المسجد النبوي.

وقال عمر لأبي بكر يومئذ: «اصعد المنبر»، فلم يزل به حتى صعد المنبر فبايعه الناس عامة. وقد سأل عمرو بن حريث سعيد بن زيد فقال له: «أشهدت وفاة رسول الله ﷺ؟»، قال: «نعم»، قال له: «متى بويع أبو بكر؟»، قال سعيد: «يوم مات رسول الله ﷺ، كره المسلمون أن يبقوا بعض يوم، وليسوا في جماعة»، قال: «هل خالف أحد أبا بكر؟» قال سعيد: «لا، لم يخالفه إلا مرتد أو كاد أن يرتد، وقد أنقذ الله الأنصار، فجمعهم عليه وبايعوه»، قال: «هل قعد أحد من المهاجرين عن بيعته؟»، قال سعيد: «لا، لقد تتابع المهاجرون على بيعته».
وقد وردت أخبار كثيرة في شأن تأخر علي بن أبي طالب عن مبايعة أبي بكر، وكذا تأخر الزبير بن العوام، قال ابن عباس: إن علياً والزبير ومن كان معهما تخلفوا في بيت فاطمة بنت رسول الله ﷺ، فقد انشغلت جماعة من المهاجرين وعلى رأسهم علي بن أبي طالب بأمر جهاز الرسول من تغسيل وتكفين، وقد روى الصحابي سالم بن عبيد أن أبا بكر قال لأهل بيت النبي وعلى رأسهم علي: «عندكم صاحبكم»، فأمرهم يغسلونه.
وقد بايع الزبير بن العوام وعلي بن أبي طالب أبا بكر في اليوم التالي لوفاة الرسول محمد، وهو يوم الثلاثاء، قال أبو سعيد الخدري: لما صعد أبو بكر المنبر، نظر في وجوه القوم، فلم ير الزبير بن العوام فدعا بالزبير فجاء، فقال له أبو بكر: «يا ابن عمة رسول الله ﷺ وحواريه، أتريد أن تشق عصا المسلمين؟»، فقال الزبير: «لا تثريب عليك يا خليفة رسول الله ﷺ»، فقام الزبير فبايع أبا بكر، ثم نظر أبو بكر في وجوه القوم، فلم ير علياً بن أبي طالب، فدعا بعلي فجاء، فقال له أبو بكر: «يا ابن عم رسول الله ﷺ وختنه على ابنته، أتريد أن تشق عصا المسلمين؟»، فقال علي: «لا تثريب عليك يا خليفة رسول الله ﷺ»، فقام علي فبايع أبا بكر. وفي رواية حبيب بن أبي ثابت قال: كان علي بن أبي طالب في بيته، فأتاه رجل، فقال له: «قد جلس أبو بكر للبيعة»، فخرج علي إلى المسجد في قميص له، ما عليه إزار ولا رداء وهو متعجل، كراهة أن يبطئ عن البيعة، فبايع أبا بكر ثم جلس، وبعث في ردائه، فجاؤوه به فلبسه فوق قميصه.

## إدارة شؤون الدولة
بدأ أبو بكر إدارة شؤون الدولة بعد مبايعته بالخلافة، واتخذ من الصحابة أعواناً يساعدونه على ذلك، فأسند إلى أبي عبيدة بن الجراح شؤونَ بيت المال، وتولى عمر بن الخطاب القضاء، وباشر أبو بكر القضاءَ بنفسه أيضاً، وتولى زيد بن ثابت الكتابة (البريد)، وأحياناً يكتب له من يكون حاضراً من الصحابة كعلي بن أبي طالب أو عثمان بن عفان.

### الولاية والولايات
استعمل أبو بكر الولاة في البلدان المختلفة، وكان ينظر إلى حسن اختيار النبي محمد للأمراء والولاة على البلدان فيقتدي به في هذا العمل، ولهذا فقد أقر جميع عمال الرسول الذين توفي الرسول وهم على ولايتهم، ولم يعزل أحداً منهم إلا ليعينه في مكان آخر أكثر أهمية من موقعه الأول ويرضاه، كما حدث
لعمرو بن العاص. وكانت مسؤوليات الولاة في عهد أبي بكر بالدرجة الأولى امتداداً لصلاحياتهم في عهد النبي محمد، أما أهم مسؤولياتهم في عهد أبي بكر فهي: إقامة الصلاة وإمامة الناس، والجهاد، وإدارة شئون البلاد المفتوحة، وتعيين القضاة والعمال عليها، وأخذ البيعة للخليفة، وبعض الأمور المالية كالزكاة والجزية، وإقامة الحدود، وتأمين البلاد، وكان لهم دور في تعليم الناس أمور دينهم، وفي نشر الإسلام في البلاد التي يتولَّون عليها، وكان الكثير من هؤلاء الولاة يجلسون في المساجد يعلمون الناس القرآن والأحكام.

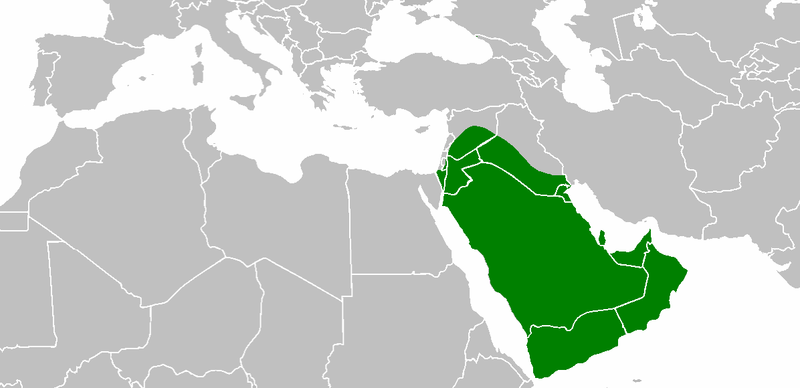
الدولة الإسلامية في ذروة اتساعها خلال عهد أبي بكر.

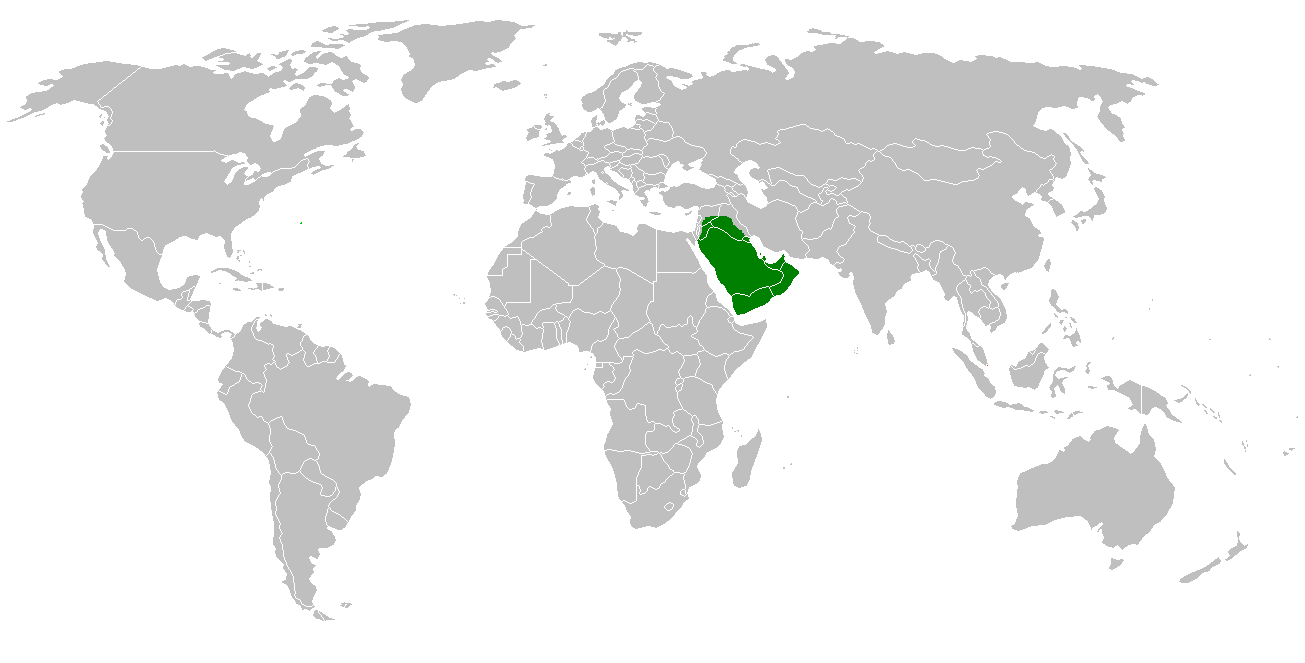
صورة أخرى للدولة الإسلامية في عهد أبي بكر.

وقد قُسمت الدولة الإسلامية في عهد أبي بكر إلى عدة ولايات، وهذه أسماء الولايات والولاة:
1. المدينة المنورة: عاصمة الدولة الإسلامية، وبها الخليفة أبو بكر.
2. مكة المكرمة: وأميرها عتاب بن أسيد الأموي القرشي، ولاه الرسول محمد، واستمر مدة حكم أبي بكر.
3. الطائف: وأميرها عثمان بن أبي العاص الثقفي، ولاه الرسول محمد، وأقره أبو بكر عليها.
4. صنعاء: وأميرها المهاجر بن أبي أمية المخزومي القرشي، وهو الذي فتحها ووليها بعد انتهاء أمر الردة.
5. حضرموت: وأميرها زياد بن لبيد الخزرجي.
6. زبيد ورقع: وأميرها أبو موسى الأشعري.
7. خولان: وأميرها يعلى بن أمية التميمي.
8. الجند: وأميرها معاذ بن جبل الخزرجي.
9. نجران: وأميرها جرير بن عبد الله البجلي.
10. جرش: وأميرها عبد الله بن ثور الغوثي.
11. البحرين: وأميرها العلاء بن الحضرمي.
12. العراق والشام: كان أمراء الجند هم ولاة الأمر فيها.
13. سلطنة عمان: وأميرها حذيفة بن محصن القلعاني.
14. اليمامة: وأميرها سليط بن قيس الخزرجي.

### القضاء
يعد عهدُ أبي بكر بدايةَ العهد الراشدي القريب من العهد النبوي، فكان العهدُ الراشدي عامة والجانبُ القضائي خاصة امتداداً للقضاء في العهد النبوي، مع المحافظة الكاملة والتامة على جميع ما ثبت في العهد النبوي، وتطبيقه بحذافيره وتنفيذه بنصه ومعناه. وقد كان أبو بكر يقضي بنفسه إذا عرض له قضاء، ولم تُفصَل ولاية القضاء عن الولاية العامة في عهده، ولم يكن للقضاء ولايةٌ خاصة مستقلة، كما كان الأمر في عهد الرسول محمد، ففي المدينة عهِدَ أبو بكر إلى عمر بن الخطاب بالقضاء ليستعين به في بعض الأقضية، ولكن هذا لم يُعطِ لعمر صفة الاستقلال بالقضاء. وأقر أبو بكر معظم القضاة والولاة الذين عينهم الرسول محمد، واستمروا على ممارسة القضاء والولاية أو أحدهما في عهده.
وأصبحت الأحكام القضائية في عهد أبي بكر موئلاً للباحثين، ومحطاً لأنظار الفقهاء، وصارت الأحكام القضائية لتلك الفترة مصدراً للأحكام الشرعية والاجتهادات القضائية والآراء الفقهية في مختلف العصور. وقد ساهمت فترة خلافة أبي بكر في ظهور مصادر جديدةٍ للقضاء في العهد الراشدي، فقد صارت مصادرُ الأحكام القضائية هي: القرآن الكريم، والسنة النبوية، والإجماع، والقياس، والسوابق القضائية أو التقليد، والرأي الاجتهادي مع الشورى.

## حروب الردة وجيش أسامة بن زيد

### إرسال جيش أسامة بن زيد إلى الشام
ندب النبي محمد المسلمين لغزو الروم بالبلقاء وفلسطين سنة 11هـ، وأمَّر عليهم أسامة بن زيد، ولكن النبي مرض بعد البدء بتجهيز هذا الجيش بيومين، فلم يخرج الجيش وظل معسكراً بالجُرْف، وهي موضع على بعد ثلاثة أميال من المدينة نحو الشام، ورجع إلى المدينة بعد وفاة النبي. ولما تولى أبو بكر الخلافة أمر أن يُبعث أسامة بن زيد الكلبي، وألا يبقى بالمدينة أحد من جند أسامة إلا خرج إلى عسكره بالجرف، واقترح بعض الصحابة على أبي بكر بأن يبقي الجيش فقالوا: «إن هؤلاء جلُّ المسلمين، والعربُ على ما ترى قد انتقضت بك، فليس ينبغي لك أن تفرق عنك جماعة المسلمين»، فقال أبو بكر: «والذي نفس أبي بكر بيده، لو ظننت أن السباع تخطفني لأنفذت بعث أسامة كما أمر به رسول الله ﷺ، ولو لم يبق في القرى غيري لأنفذته». ثم خرج أبو بكر حتى أتى الجيش فقال:
| أبو بكر الصديق | يا أيها الناس، قفوا أوصيكم بعشر فاحفظوها عني: لا تخونوا ولا تغلوا ولا تغدروا ولا تمثِّلوا، ولا تقتلوا طفلاً صغيراً، ولا شيخاً كبيراً ولا امرأة، ولا تعقروا نخلاً ولا تحرقوه، ولا تقطعوا شجرة مثمرة، ولا تذبحوا شاة ولا بقرة ولا بعيراً إلا لمأكلة، وسوف تمرون بأقوام قد فرَّغوا أنفسهم في الصوامع فدعوهم وما فرغوا أنفسهم له، وسوف تقدمون على قوم يأتونكم بآنية فيها ألوان الطعام فإذا أكلتم منه شيئاً بعد شيء فاذكروا اسم الله عليها، وتلقون أقواماً قد فحصوا أوساط رؤوسهم وتركوا حولها مثل العصائب فأخفقوهم بالسيف خفقاً، اندفعوا باسم الله. | أبو بكر الصديق |

وأوصى أبو بكر أسامة فقال: «اصنع ما أمرك به نبي الله ﷺ؛ ابدأ ببلاد قضاعة ثم إيت آبل (منطقة جنوب الأردن)، ولا تقصرن في شيء من أمر رسول الله ﷺ، ولا تعجلن لما خلفت عن عهده». ومضى أسامة بجيشه، فبثّ الخيول في قبائلِ قضاعة وأغار على آبل، فسلِم وغنِم، وكان مسيره ذاهباً وقافلاً أربعين يوماً، فزادت هيبة المسلمين في نفوس أعدائهم وقالوا: «لو لم يكن لهم قوةٌ لما أرسلوا هذا الجيش»، فكفوا عن كثير مما كانوا يريدون أن يفعلوه، وأصاب القبائلَ العربيةَ في الشمال الرعبُ والفزعُ من سطوة الدولة الإسلامية.

### حروب الردة
بعد وفاة النبي محمد ارتدت بعض القبائل العربية عن الإسلام، وكان المرتدون على ثلاثة أقسام: صنف عادوا إلى عبادة الأوثان، وصنف تبعوا الذين ادعوا النبوة كمسيلمة الكذاب والأسود العنسي، وصنف ثالث استمروا على الإسلام ولكنهم جحدوا الزكاة، وتأولوا بأنها خاصة بزمن النبي محمد. فلما تولى أبو بكر الخلافة قام في الناس خطيباً فقال: «والله لا أدعُ أن أقاتلَ على أمر الله حتى ينجزَ الله وعده ويوفيَ لنا عهده، ويُقتل من قُتل منا شهيداً من أهل الجنة، ويبقى من بقي منها خليفته وذريته في أرضه، قضاء الله الحق، وقوله الذي لا خلف له، وعد الله الذين آمنوا منكم وعملوا الصالحات ليستخلفنهم في الأرض»»، وقال أيضاً: «والله لأقاتلن من فرق بين الصلاة والزكاة، فإن الزكاة حق المال، والله لو منعوني عناقاً (الأنثى من ولد المعز) كانوا يؤدونها إلى رسول الله ﷺ لقاتلتهم على منعها»، وفي رواية: «والله لو منعوني عقالاً (الحبل الذي يعقل به البعير) كانوا يؤدونه إلى رسول الله لقاتلتهم على منعه»، قال عمر: «فوالله ما هو إلا أن قد شرح الله صدر أبي بكر فعرفت أنه الحق».

#### محاولة المرتدين غزو المدينة
حاول المرتدون الهجوم على المدينة للقضاء على الدولة الإسلامية، ولكن أبا بكر استعد لحماية المدينة، فألزم أهل المدينة بالمبيت في المسجد حتى يكونوا على أكمل استعداد للدفاع، ونظم الحرس على أنقاب المدينة لدفع أي غارة قادمة، وعين على الحرس أمراءهم: علي بن أبي طالب، والزبير بن العوام، وطلحة بن عبيد الله، وسعد بن أبي وقاص، وعبد الرحمن بن عوف، وعبد الله بن مسعود، وبعث إلى القبائل القريبة التي ثبتت على الإسلام من أسلم وغفار ومزينة وأشجع وجهينة وكعب يأمرهم بجهاد أهل الردة، فاستجابوا له حتى امتلأت المدينة بهم. ولما اقترب المرتدون وهم بعض قبائل أسد وغطفان وعبس وذبيان وبني بكر بن عبد مناة من المدينة ليلاً، خرج أبو بكر في أهل المسجد إليهم فانهزموا، فأتبعهم المسلمون على إبلهم، ولكن المرتدين تمكنوا من صد إبل المسلمين فعادت بهم إلى المدينة، ولم يُصرع مسلم ولم يُصَب، ثم تهيأ أبو بكر وجهز الناس ثم خرج، فما طلع الفجر إلا وهم والعدو في صعيد واحد، فما سمعوا للمسلمين همساً ولا حساً حتى وضعوا فيهم السيوف فاقتتلوا أعجاز ليلتهم، فما ذرَّ قرنُ الشمس حتى ولوهم الأدبار، وغلب المسلمون المرتدين ورجعوا إلى المدينة. وخلال ذلك عاد أسامة بن زيد بجيشه ظافراً، فاستخلفه أبو بكر على المدينة وقال له ولجنده: «أريحوا وأريحوا ظهركم»، ثم خرج أبو بكر بنفسه حتى نزل على أهل الربذة بالأبرق، فهزم قبيلتي عبس وبني بكر بن عبد مناة، وأقام على الأبرق أياماً.

#### إرسال الجيوش الإسلامية إلى المرتدين
خرج أبو بكر بالصحابة لقتال المرتدين، فعرض عليه الصحابة أن يبعث غيره على القيادة وأن يرجع إلى المدينة ليتولى إدارة أمور الأمة، وجاء علي بن أبي طالب فأخذ بزمام راحلته، فقال: «إلى أين يا خليفة رسول الله؟ أقول لك ما قال رسول الله ﷺ يوم أحد (يقصد قول الرسول لأبي بكر): شم سيفك ولا تفجعنا بنفسك، فوالله لئن أصبنا بك لا يكون للإسلام بعدك نظام أبداً»، فرجع. وقد قسم أبو بكر الجيش الإسلامي إلى أحد عشر لواءً، وجعل على كل لواء أميراً، وأمر كل أمير باستنفار من مر به من المسلمين، وهذه الجيوش هي:
1. جيش خالد بن الوليد (وهو القائد العام للجيوش) إلى بني أسد، ثم إلى تميم، ثم إلى اليمامة.
2. جيش عكرمة بن أبي جهل إلى مسيلمة الكذاب في بني حنيفة، ثم إلى سلطنة عمان والمهرة، فحضرموت فاليمن.
3. جيش شرحبيل بن حسنة إلى اليمامة في إثر عكرمة، ثم حضرموت.
4. جيش طريفة بن حاجر إلى بني سليم وهوازن.
5. جيش عمرو بن العاص إلى قضاعة.
6. جيش خالد بن سعيد بن العاص إلى مشارف الشام.
7. جيش العلاء بن الحضرمي إلى البحرين.
8. جيش حذيفة بن محصن الغلفائي إلى سلطنة عمان.
9. جيش عرفجة بن هرثمة إلى المهرة.
10. جيش المهاجر بن أبي أمية إلى اليمن، صنعاء ثم حضرموت.
11. جيش سويد بن مقرن إلى تهامة اليمن.[147][148]

وكتب أبو بكر كتاباً عاماً لنشره في أوساط من ثبتوا على الإسلام ومن ارتدوا عنه جميعاً قبل تسيير جيوشه لمحاربة الردة، وبعث رجالاً إلى القبائل وأمرهم بقراءة كتابه في كل مجتمع، وناشد من يصله مضمون الكتاب بتبليغه لمن لم يصل إليه، وجاء في الكتاب:
| أبو بكر الصديق | وقد بلغني رجوعُ من رجع منكم عن دينه بعد أن أقر بالإسلام وعمل به اغتراراً بالله وجهالة بأمره وإجابة للشيطان، قال الله تعالى: ﴿وَإِذْ قُلْنَا لِلْمَلَائِكَةِ اسْجُدُوا لِآدَمَ فَسَجَدُوا إِلَّا إِبْلِيسَ كَانَ مِنَ الْجِنِّ فَفَسَقَ عَنْ أَمْرِ رَبِّهِ أَفَتَتَّخِذُونَهُ وَذُرِّيَّتَهُ أَوْلِيَاءَ مِنْ دُونِي وَهُمْ لَكُمْ عَدُوٌّ بِئْسَ لِلظَّالِمِينَ بَدَلًا ۝٥٠﴾ [الكهف:50]، وقال تعالى: ﴿إِنَّ الشَّيْطَانَ لَكُمْ عَدُوٌّ فَاتَّخِذُوهُ عَدُوًّا إِنَّمَا يَدْعُو حِزْبَهُ لِيَكُونُوا مِنْ أَصْحَابِ السَّعِيرِ ۝٦﴾ [فاطر:6]. وإني بعثت إليكم فلاناً في جيش من المهاجرين والأنصار والتابعين بإحسان، وأمرته ألا يقاتلَ أحداً ولا يقتلَه حتى يدعُوَه إلى داعية الله، فمن استجاب له وأقر وكف وعمل صالحاً قَبل منه وأعانه عليه، ومن أبى أمرت أن يقاتله على ذلك ثم لا يُبقي على أحد منهم قَدِر عليه، وأن يحرقَهم بالنار ويقتلَهم كل قتلة، وأن يسبيَ النساء والذراري ولا يقبلَ من أحد إلا الإسلام، فمن تبعه فهو خير له، ومن تركه فلن يُعجزَ الله. | أبو بكر الصديق |

#### محاربة الردة في اليمن
في عهد النبي محمد ظهر رجل في اليمن يُسمى الأسود العنسي ادعى النبوة، وتبعه أبناء قبيلته وهم عنس، وتبعته قبيلة مذحج وبنو الحارث بن كعب وغيرهم، فاحتل منطقة نجران ثم صنعاء، وقتل واليها شهر بن باذان الفارسي، ولكن المسلمين تمكنوا من قتله، فخاف أصحابه وفروا هاربين، ووصل الخبر إلى النبي محمد. ولما تولى أبو بكر الخلافة، عين فيروز الديلمي والياً على صنعاء، وقيس بن مكشوح المرادي مساعداً لفيروز، ولكن قيس بن مكشوح انقلب على فيروز الديلمي، فهرب فيروز، وكاتب قيس بن مكشوح فلول الأسود العنسي، وطلب منهم الالتقاء ليتوحدوا، فتمكنوا من محاصرة صنعاء، فكتب أبو بكر إلى زعماء القبائل القريبة من صنعاء وأمرهم أن يقاتلوا المرتدين، وجعل فيروز الديلمي أميراً عليهم، فتوجهوا نحو صنعاء، وقاتلوا قيس بن مكشوح حتى اضطر إلى ترك صنعاء، وعاد إلى التذبذب بين نجران وصنعاء ولحج، إلا أنه انضم إلى عمرو بن معديكرب الزبيدي، وبهذا عادت صنعاء للمرة الثانية إلى الهدوء والاستقرار.
وتوجه جيش عكرمة بن أبي جهل نحو المهرة، وكان معه سبعمئة فارس، فوق ما جمع حوله من قبائل سلطنة عمان، وحينما دخل منطقة المهرة وجدها مقسمة بين زعيمين متناحرين: «شخريت» و«المصبح»، فدعاهما عكرمة إلى الإسلام فاستجاب شخريت وأبى المصبح، فصادمه عكرمة ومعه شخريت، فلحقته الهزيمة وقُتل ومعه الكثير من أصحابه، ثم أقام عكرمة فيهم يجمعهم حتى بايعوا على الإسلام وآمنوا واستقروا، وكان قد تلقى كتاباً من أبي بكر يأمره بالاجتماع مع المهاجر بن أبي أمية القادم من صنعاء ليتوجها معاً إلى قبيلة كندة، فخرج من المهرة حتى نزل أبين وبقي هناك ينتظر المهاجر، وعمل وهو هناك على جمع قبائل النخع وحمير وتثبيتهم على الإسلام. وأما جيش المهاجر بن أبي أمية فقد كان آخرَ من خرج من المدينة من الجيوش الأحد عشر، ولما وصل نجران قسم جيشه إلى فرقتين: فرقة تولت القضاء على فلول الأسود العنسي المتناثرة بين نجران وصنعاء، وكان المهاجر نفسه على هذه الفرقة، وفرقة عليها أخوه عبد الله مهمتها القضاء على بقية المرتدين في تهامة اليمن. واستقر المهاجر في صنعاء حتى تلقى الأمر بالتوجه لملاقاة عكرمة، وأن يسيرا معاً إلى حضرموت لمعاونة زياد بن لبيد الأنصاري (والي كندة بحضرموت)، فقد كان الأشعث بن قيس قد هاجم زياداً، فأرسل زيادٌ إلى المهاجر وعكرمة يستعجلهما النجدة، فما كان من المهاجر إلا أن ترك عكرمة إلى الجيش وأخذ أسرعَ الناس ليكونا بجانب زياد، فاستطاع أن يفك الحصار عنه، وهربت قبائل كندة إلى حصن من حصونها يسمى النجير، فنزل زياد والمهاجر عليه، ثم قدم عكرمة فنزل عليه فحاصروهم من جميع الجهات، ثم بعث المهاجر الطلائع إلى قبائل كندة والمتفرقين يدعوهم إلى الإسلام ومن أبى قاتلوه، فلم يبقَ منهم إلا مَن في الحصن المحاصر، وعمل جيشا زياد والمهاجر على التضييق على من في الحصن، فاتفق زعماؤهم على أن يقوم الأشعث بن قيس بطلب الأمان والنزول على حكم المسلمين، ولكن الأشعث غدر بهم ولم يطلب الأمان لجميع من في الحصن، فكان من جراء ذلك أن قُتل من قبائل كندة في الحصن سبعمائة قتيل.

#### محاربة طليحة الأسدي
ادعى طليحة بن خويلد الأسدي النبوة في آخر عهد النبي محمد، وعسكر في منطقة تسمى سميراء واتبعه العوام وقويت شوكته، فبعث النبي محمد ضرار بن الأزور الأسدي لمقاتلته، وتوفي النبي محمد ولم يُحسم أمر طليحة، فلما تولى أبو بكر الخلافة وجه إليه جيشاً بقيادة خالد بن الوليد، وكان طليحة الأسدي في قومه بني أسد وفي غطفان، وانضم إليهم بنو عبس وذبيان، وبعث إلى بني جديلة والغوث من طيء يستدعيهم إليه، فبعثوا أقواماً منهم ليلحقوهم على أثرهم سريعاً، وجاء خالد في الجنود، وعلى مقدمة الأنصار الذين معه ثابت بن قيس بن شماس، والتقى خالد مع طليحة الأسدي بمكان يقال له بزاخة، فكانت معركة بزاخة، وجاء طليحة فيمن معه، وقد حضر معه عيينة بن حصن في سبعمائة من قومه بني فزارة، واصطف الناس، وجعل عيينة يقاتل حتى انهزم وانهزم الناس عن طليحة، فلما جاءه المسلمون ركب على فرس كان قد أعدها له وأركب امرأته النوار على بعير له، ثم انهزم بها إلى الشام وتفرق جمعه. وبعد ذلك أسلم عيينة بن حصن وطليحة الأسدي وحسن إسلامهما، وندم طليحة على ما فعل.

#### محاربة سجاح التغلبية
ادعت امرأة تسمى سجاح بنت الحارث النبوة، وهي من نصارى العرب، وكان معها جنودٌ من قومها ومن التف بهم، وقد عزموا على غزو الخليفة أبي بكر، فلما مرت ببلاد بني تميم دعتهم إلى أمرها فاستجاب لها عامتهم، وكان ممن استجاب لها مالك بن نويرة التميمي، وتخلف آخرون منهم عنها، ثم أقنعها بنو تميم بقصد اليمامة لتأخذها من مسيلمة الكذاب، فلما سمع مسيلمة بمسيرها إليه خافها على بلاده، فبعث إليها يستأمنها ويضمن لها أن يعطيها نصف الأرض الذي كان لقريش لو عدلت، فقبلت ذلك، ثم قال لها: «هل لك أن أتزوجَك وآكلَ بقومي وقومِك العربَ؟»، قالت: «نعم»، وأقامت عنده ثلاثة أيام ثم رجعت إلى قومها، ثم انثنت راجعة إلى بلادها، فرجعت إلى الجزيرة بعدما قبضت من مسيلمة نصف خراج أرضه، فأقامت في قومها بني تغلب إلى زمان معاوية بن أبي سفيان، فأجلاهم منها عام الجماعة.

#### محاربة الردة في عمان والبحرين
كان أهل سلطنة عمان قد استجابوا لدعوة الإسلام، ولكن بعد وفاة النبي محمد ادعى منهم رجل يقال له «ذو التاج» لقيط بن مالك الأزدي النبوة، وتابعه بعض أهل عمان فتغلَّب عليها، وكان عليها جيفر وعباد ابنا الجلندي، فألجأهما إلى أطرافها من نواحي الجبال والبحر، فبعث أبو بكر إلى جيفر أميرين هما: حذيفة بن محصن الغلفاني وعرفجة بن هرثمة البارقي، وأرسل عكرمة بن أبي جهل القرشي مدداً لهم، وبلغ لقيطَ بن مالك مجيءُ الجيش، فخرج في جموعه فعسكر بمكان يقال له دبار، وهي مصر تلك البلاد وسوقها العظمى، واجتمع جيفر وعباد ابنا الجلندي بمكان يقال له صحار، فعسكروا فيه وبعثا إلى أمراء أبي بكر فقدموا، فتقابل الجيشان هناك وتقاتلوا قتالاً شديداً، وابتلي المسلمون وكادوا أن يُولوا، فبُعث إليهم مددٌ من بني ناجية وعبد القيس في جماعة من الأمراء، فلما وصلوا إليهم كان النصر للمسلمين، فولى المشركون مدبرين، ولحقهم المسلمون فقتلوا منهم عشرة آلاف مقاتل، وسبوا الذراري وأخذوا الأموال والسوق بحذافيرها.
وأما أهل البحرين فقد أسلموا بعدما أرسل النبيُّ محمدٌ العلاء بن الحضرمي إلى ملكها وحاكمها المنذر بن ساوي العبدي، وقد أسلم هو وقومه وأقام فيهم الإسلام والعدل، فلما توفي النبي محمد وتوفي المنذر بعده بمدة قصيرة، ارتد أهل البحرين وملَّكوا عليهم المنذر بن النعمان الغرور، وبقيت بلدة جواثا على الإسلام، وكانت أول قرية أقامت الجمعة من أهل الردة، فحاصرهم المرتدون وضيقوا عليهم ومنعوا عنهم الأقوات وجاعوا جوعاً شديداً حتى فُرِّج عنهم، وبعث أبو بكر بجيش إلى البحرين بقيادة العلاء بن الحضرمي، فلما دنا من البحرين انضم إليه كثير من المسلمين، فاجتمع إليه جيش كبير قاتل به المرتدين، وتم النصر للمسلمين.

#### مسيلمة الكذاب ومعركة اليمامة

شعار المسلمين في معركة اليمامة بقيادة خالد بن الوليد.

ادعى مسيلمة بن حبيب الحنفي النبوة في عهد النبي محمد، وكان قومه بنو حنيفة في اليمامة قرب العيينة بوادي حنيفة في نجد، فلما تولى أبو بكر الخلافة أمر خالد بن الوليد إذا فرغ من بني أسد وغطفان أن يقصد اليمامة، فسار خالد إلى اليمامة وجهَّز معه المسلمين، وكان على الأنصار ثابت بن قيس بن شماس، فسار لا يمر بأحد من المرتدين إلا نكل به، وسيَّر أبو بكر جيشاً كثيفاً ليحمي ظهر خالد، فلما سمع مسيلمة بقدوم خالد عسكر بمكان يقال له عقرباء في طرف اليمامة، وجعل على مجنبتي جيشه: المحكم بن الطفيل، والرجال بن عنفوة. والتقى خالد بعكرمة وشرحبيل، فتقدم وقد جعل على مقدمة الجيش شرحبيل بن حسنة وعلى المجنبتين زيد بن الخطاب وأبا حذيفة بن عتبة بن ربيعة. ومرت مقدمة جيش خالد بنحو من أربعين أو ستين فارساً عليهم مجاعة بين مرارة الحنفي، وكان في طريق عودته إلى قومه، فأسرهم المسلمون، فلما جيء بهم إلى خالد قال لهم: «ماذا تقولون يا بني حنيفة؟»، قالوا: «نقول منا نبي ومنكم نبي»، فقتلهم، ويقال أنه استبقى مجاعة بن مرارة وقتل الآخرين. وتقدم خالد بالمسلمين حتى نزل بهم على كثيب يشرف على اليمامة فضرب به عسكره، واصطدم المسلمون والمرتدون فكانت جولة، وانهزمت الأعراب حتى دخلت بنو حنيفة خيمة خالد بن الوليد، وقاتلت بنو حنيفة قتالاً لم يُعهد مثله، وحمل خالد حتى جاوزهم وسار لقتال مسيلمة، وجعل يترقب أن يصل إليه فيقتله، ثم رجع ووقف بين الصفين ودعا البراز وقال: «أنا ابن الوليد العود، أنا ابن عامر وزيد»، ثم نادى بشعار المسلمين وكان شعارهم يومئذ: «يا محمداه»، وجعل لا يبرز له أحد إلا قتله، وصبر الصحابة في هذه المواطن صبراً لم يُعهد مثله، ولم يزالوا يتقدمون إلى نحور عدوهم حتى انتصروا، وولى المرتدون الأدبار، واتبعهم المسلمون حتى ألجأوهم إلى «حديقة الموت»، وقد أشار عليهم محكم بن الطفيل بدخولها، فدخلوها وفيها مسيلمة الكذاب، وأدرك عبدُ الرحمن بن أبي بكر محكمَ بن الطفيل فرماه بسهم في عنقه وهو يخطب فقتله، وأغلقت بنو حنيفة الحديقة عليهم وأحاط بهم الصحابة، فقال البراء بن مالك: «يا معشر المسلمين، ألقوني عليهم في الحديقة»، فاحتملوه فوق الجحف (أي التروس) ورفعوها بالرماح حتى ألقوه عليهم، فلم يزل يقاتلهم دون بابها حتى فتحه، ودخل المسلمون الحديقة من الباب الذي فتحه البراء وفتحوا الأبواب الأخرى وحوصر المرتدون، وخلص المسلمون إلى مسيلمة الكذاب، فتقدم إليه وحشي بن حرب فرماه بحربته فأصابه وخرجت من الجانب الآخر، وسارع إليه أبو دجانة سماك بن خرشة فضربه بالسيف فسقط، فنادت امرأة من القصر: «وا أمير الوضاءة قتله العبد الأسود»، فكانت جملةُ من قُتلوا في الحديقة وفي المعركة قريباً من عشرة آلاف مقاتل وقيل إحدى وعشرون ألفاً، وقُتل من المسلمين ستمائة وقيل خمسمائة، ثم بعث خالد الخيول حول اليمامة يلتقطون ما حول حصونها من مال وسبي.

## فتوحات العراق في عهد أبي بكر
لما انتهت حروب الردة واستقرت الأمور في الجزيرة العربية، بدأ أبو بكر بتوجيه الجيوش لفتح البلاد، فجيَّش لفتح العراق جيشين:
- الجيش الأول بقيادة خالد بن الوليد، وكان يومئذ باليمامة، فكتب إليه يأمره بأن يغزو العراق من جنوبه الغربي، وقال له: «سر إلى العراق حتى تدخلها وابدأ بفرج الهند (يقصد مدينة الأبلة)»، وأمره بأن يأتي العراق من أعاليها، وأن يتألف الناس ويدعوهم إلى الإسلام، فإن أجابوا وإلا أخذ منهم الجزية، فإن امتنعوا عن ذلك قاتلهم، وأمره أن لا يُكره أحداً على المسير معه، ولا يستعين بمن ارتد عن الإسلام وإن كان عاد إليه، وأمره أن يستصحب كل امرئ مر به من المسلمين، وشرع أبو بكر في تجهيز السرايا والبعوث والجيوش إمداداً لخالد.[186] كان تاريخ بعث خالد إلى العراق في شهر رجب وقيل في المحرم سنة 12هـ.[186]
- الجيش الثاني بقيادة عياض بن غنم، وكان بين النباج (قرية في منتصف الطريق بين مكة والبصرة) والحجاز، فكتب إليه بأن يغزو العراق من شماله الشرقي بادئاً بالمصيخ، وهي موضع على حدود الشام مما يلي العراق، وقال له: «سر حتى المصيخ وابدأ بها، ثم ادخل العراق من أعلاها حتى تلقى خالداً».[187][188]

وكتب أبو بكر إلى خالد وعياض: «ثم يستبقان إلى الحيرة، فأيهما سبق إلى الحيرة أمير على صاحبه»، وقال: «إذا اجتمعتما إلى الحيرة وقد فضضتما مسالح فارس وأمنتما أن يؤتى المسلمون من خلفهم، فليكن أحدكما ردءاً للمسلمين ولصاحبه بالحيرة، وليقتحم الآخرُ على عدو الله وعدوكم من أهل فارس دارَهم ومستقرَّ عزهم: المدائن». كان هدفُ الخليفة أبي بكر السيطرةَ على الحيرة لأهميتها العسكرية، فقد كانت قلب العراق وأقرب منطقة مهمة إلى المدائن عاصمة الإمبراطورية الفارسية، كما كانت مهمة للقوات الإسلامية في قتالها الروم في بلاد الشام.
كان المثنى بن حارثة قد قدم على أبي بكر وحثه على محاربة الفرس وقال له: «ابعثني على قومي»، ففعل أبو بكر ذلك، فشرع المثنى في الجهاد بالعراق، ثم بعث إلى أبي بكر يستمده فكتب إليه أبو بكر: «أما بعد، فإني قد بعثت إليك خالد بن الوليد إلى أرض العراق، فاستقبله بمن معك من قومك، ثم ساعده ووازره وكانفه، ولا تعصين له أمراً ولا تخالفن له رأياً، فإنه من الذين وصف الله تبارك وتعالى في كتابه: «محمدٌ رسولُ الله والذين معه أشداءُ على الكفار رحماءُ بينهم تراهم ركعاً سجداً»، فما أقام معك فهو الأمير، فإن شخص عنك فأنت على ما كنت عليه». لم يلبث خالد أن قدم العراق ومعه ألفا رجل ممن قاتل المرتدين، وحشد ثمانية آلاف رجل من قبائل ربيعة، وكتب إلى ثلاثة من الأمراء في العراق قد اجتمعت لهم جيوش لغرض الجهاد فاستجابوا وضموا جيوشهم التي بلغ تعدادها مع جيش المثنى ثمانية آلاف، فأصبح جيش المسلمين ثمانية عشر ألفاً. وقد اتفقوا على أن يكون مكان تجمع الجيوش الأبلة، وقبل أن يسير خالد إلى العراق كتب إلى هرمز صاحب ثغر الأبلة كتابَ إنذار يقول فيه: «أما بعد، فأسلم تسلم أو اعتقد لنفسك وقومك الذمة وأقرر بالجزية، وإلا فلا تلومن إلا نفسك، فقد جئتكم بقوم يحبون الموت كما تحبون الحياة». وحين قارب خالد العدو جعل الجيش ثلاث فرق، وأمر أن تسلكَ كلُّ فرقة طريقاً، فجعل المثنى على فرقة المقدمة، ثم تلتها فرقة عليها عدي بن حاتم الطائي، وخرج خالد بعدهما وواعدهما الحضير، ليجتمعوا به ويصمدوا لعدوهم.

### معركة ذات السلاسل
سمع هرمز بمسير خالد بن الوليد، وعلم أن المسلمين تواعدوا الحضير، فسبقهم إليه وجعل على مقدمته القائدين «قباذ» و«أنو شجان»، فلما بلغ خالداً أنهم يمموا الحضير عدل عنها إلى كاظمة، فسبقه هرمز إليها ونزل على الماء، وجاء خالد فنزل على غير ماء، فقال لأصحابه: «حطوا أثقالكم ثم جالدوهم على الماء، فلعمري ليصيرن الماء لأصبر الفريقين وأكرم الجندين». وحط المسلمون أثقالهم والخيل وقوف، وتقدم الراجلون وزحفوا إلى الفرس، وجاءت سحابة فأمطرت وراء صفوف المسلمين فنهلوا من غدرانها وتقوَّوا، وواجه المسلمون هرمز، فاتفق هرمز مع حاميته على أن يبارز خالداً ثم يغدروا به ويهجموا عليه، فبرز بين الصفين ودعا خالداً إلى البراز فبرز إليه، والتقيا فاختلفا ضربتين، واحتضنه خالد فحملت حامية هرمز على خالد وأحدقوا به، فما شغله ذلك عن قتل هرمز، وما أن لمح ذلك القعقاع بن عمرو حتى حمل بجماعة من الفرسان على حامية هرمز، وكان خالد يجالدهم فأناموهم، وحمل المسلمون من وراء القعقاع حتى هزموا الفرس. وقد كان الفرس قد ربطوا أنفسهم بالسلاسل حتى لا يفروا، فلم تغن عنهم شيئاً أمام المسلمين، وسميت هذه المعركة بذات السلاسل. وغنم المسلمون من الفرس حمل ألف بعير، وبعث خالد سرايا تفتح ما حول الحيرة من حصون فغنموا أموالاً كثيرة، ولم يعرض خالد لمن لم يقاتلوه من الفلاحين بل أحسن معاملتهم كما أوصاه أبو بكر، وأبقاهم في الأرض التي يفلحونها.

### معركة الثني ومعركة الولجة

خريطة تبين معارك خالد بن الوليد في فتح العراق.

كان هرمز قد كتب إلى كسرى بأمر خالد، فأمده كسرى بجيش بقيادة «قارن»، ولكن هرمز استخف بجيش المسلمين فسارع إليهم قبل وصول قارن، فنُكب ونُكب جيشه، وهرب فلول المنهزمين فالتقوا بجيش قارن، وعسكروا بمكان يسمى المذار، وكان خالد قد بعث المثنى بن حارثة وأخاه المعني في آثار الفرس ففتحا بعض الحصون، وعلما بمجيء جيش الفرس فأبلغا خالداً الخبر، فسار خالد حتى التقى بهم في المذار فاقتتلوا، وخرج قائدهم قارن ودعا إلى البراز، فبرز إليه خالد ولكن سبقه إليه معقل بن الأعمش بن النباش فقَتل قارن، وكان قارن وضع على ميمنته «قباذ» وعلى ميسرته «أنوشجان» وهما من القواد الذين حضروا اللقاء الأول وفرُّوا من المعركة، فأما قباذ فقتله عدي بن حاتم الطائي، وأما أنوشجان فقتله عاصم بن عمرو التميمي، واشتد القتال بين الفريقين، ولكن الفرس انهزموا بعد مقتل قادتهم، وقُتل منهم ثلاثون ألفاً، ولجأ بقيتهم إلى السفن فهربوا عليها، وأقام خالد بالمذار. وصل نبأ نكبة الفرس في المذار إلى كسرى، فبعث «الأندرزغر» على رأس جيش عظيم، وأردفه بجيش آخر عليه «بهمن جاذويه»، وتحرك «الأندرزغر» حتى انتهى إلى الولجة، وخرج «بهمن جاذويه» يريد أن يحشر جيش المسلمين بينه وبين «الأندرزغر»، وتجمعت القوة الفارسية في الولجة، ولما بلغ خالداً وهو بالثني قرب البصرة تجمعُ الفرس ونزولُهم الولجة، رأى أن من الأفضل للمسلمين أن يهاجموا هذه الحشود الكبيرة من ثلاث جهات حتى يفرقوا جموعهم ويفاجئوهم، ولكي يؤمِّن خطوطه الخلفية أمر سويد بن مقرن بلزوم الحفير، وتحرك بجيشه حتى وصل الولجة، فبعث بفرقتين لمهاجمة حشود الفرس من الخلف والجانبين، وبدأت المعركة واشتد القتال بين الفريقين، وشدد خالد بهجومه من المقدمة، وفي الوقت المناسب انقض الكمينان على مؤخرة جيش العدو فحلت به الهزيمة المنكرة، وفر «الأندرزغر» مع عدد من رجاله ولكنهم ماتوا عطشاً.

### فتح أليس وأمغيشيا والحيرة
انضم بعض نصارى العرب وعليهم عبد الأسود العجلي إلى الفرس وعليهم «جابان»، فلما بلغ خالداً تجمعُ نصارى العرب وعرب الضاحية من أهل الحيرة سار إليهم، ولا علم له بانضمام الفرس لجموع العرب، فلما أقبلت جنود المسلمين طلب جابان من جنده مهاجمتهم، فأظهروا عدم الاكتراث بخالد والتهاون بأمره وتداعوا إلى الطعام، إلا أن خالداً قاتلهم أشد القتال، وقد زاد في شدة الفرس ومن معهم ما يتوقعون من لحاق «بهمن جاذويه» بهم في مدد كبير، وصبر المسلمون على هذا القتال العنيف، وانتهت المعركة بانتصار المسلمين. وبعد أن فرغ خالد من أليس نهض حتى أتى منطقة تسمى أمغيشيا، وقد جلا عنها أهلُها وتفرقوا في السواد، فأمر بهدمها، وأصاب المسلمون بها ما لم يصيبوا مثله، فقد بلغ سهم الفارس ألفاً وخمسمائة درهم سوى أنفال أهل البلاء، ولما وصلت أخماس الغنائم وأخبار النصر إلى أبي بكر وما صنعه خالد والمسلمون قال: «يا معشر قريش، عدا أسدُكم على الأسد فغلبه على خراذيله، أعجزت النساء أن ينسلن مثل خالد؟».
وعلم مرزبان الحيرة بما صنع خالد بأمغيشيا فأيقن أنه آتيه، فاستعد لذلك وأرسل جيشاً بقيادة ابنه ثم خرج في إثره، وأمر ابنه بسد الفرات ليعطل سفن المسلمين، وفوجئ المسلمون بذلك واغتموا له، ونهض خالد في خيل يقصد ابن المرزبان، فلقي خيلاً من خيله ففاجأهم فأنامهم بالمقر، ثم نهض قبل أن تصل أخباره إلى المرزبان حتى لقي جنداً لابنه على فم الفرات فقاتلهم وهزمهم، وسد الأنهار وسلك الماءُ سبيله، ثم طلب خالد عسكره واتجه إلى الحيرة، وعلم المرزبان بموت ابنه فهاله الأمر فعبر الفرات هارباً من غير قتال، فعسكر خالد مكانه وأهل الحيرة متحصنون، وأدخل خالد الخيل من عسكره، وخطط لمحاصرة قصور الحيرة، فأرسل ضرار بن الأزور الأسدي لمحاصرة القصر الأبيض، وأرسل ضرار بن الخطاب لمحاصرة قصر العدسيين، وأرسل المثنى بن حارثة الشيباني لمحاصرة قصر ابن بقيلة، وعهد خالد إلى أمرائه أن يدعوا القوم إلى الإسلام، فإن أجابوا قبلوا منهم وإن أبوا أجلوهم يوماً، وأمرهم أن لا يمكنوا عدواً منهم بل عليهم أن يناجزوهم ولا يمنعوا المسلمين من قتال عدوهم ففعلوا، واختار القوم المنابذة، وعمدوا لرمي المسلمين بالحصى عن جانب والضرب عن جانب، فرشقهم المسلمون بالنبل، وشنوا غاراتهم، وفتحوا الدور والديارات، فنادى أهل القصور: «يا معشر العرب قبلنا واحدة من ثلاث فكفوا عنا»، وخرج رؤساء القصور فقابلهم خالد، كل أهل قصر على حدة، وتصالحوا مع خالد على الجزية، وصالحوه على مائة وتسعين ألفاً، وبعث خالد بالفتح والهدايا إلى أبي بكر، فقبل الهدايا وعدها لأهل الحيرة من الجزية تعففاً عما لم يأذن به الشرع.

### فتح الأنبار وعين التمر
استخلف خالد على الحيرة القعقاع بن عمرو التميمي، واتجه بتعبئة لإغاثة القائد عياض بن غنم، فوصل خالد إلى الأنبار، فوجد القوم قد تحصنوا وخندقوا على أنفسهم وأشرفوا على أعلى الحصون، فضرب المسلمون عليهم الحصار، وأمر خالد جنوده أن يصوبوا إلى عيون أهل الأنبار، فلما نشب القتال أصابوا في أول رمية ألف عين من عيونهم، ولذلك سميت هذه الوقعة «ذات العيون». واخترق خالد الخندق الذي حول الأنبار بفطنة وذكاء، حيث عمد إلى الضعاف من الإبل بجيشه فنحرها، وملأ الخندق في أضيق نقطة فيها بجثث الإبل، واقتحم المسلمون الخندق وجسرُهم جثث الإبل، وصاروا مع عدوهم داخل الخندق، فالتجأ العدو إلى الحصن، واضطر «شيراز» قائد جند الفرس إلى قبول الصلح بشروط خالد، على أن يخرج من الأنبار في عدد من الفرسان يحرسونه، فقبل خالد منه ذلك بشرط ألا يأخذ معه من المتاع أو من الأموال شيئاً.
واستخلف خالد الزبرقان بن بدر على الأنبار وسار إلى عين التمر، فوجد عقة بن أبي عقة في جمع عظيم من قبائل النمر وتغلب وإياد ومن حالفهم، ومعهم من الفرس «مهران» بقواته، وطلب عقة من مهران أن يتركه لقتال خالد فقال مهران له: «دونكم وإياهم، وإن احتجتم إلينا أعناكم». وسار خالد فتلقاه عقة، فلما تواجهوا قال خالد لمجنبته: «احفظوا مكانكم فإني حامل»، وأمر حماته أن يكونوا من ورائه، وحمل على عقة وهو يسوّي الصفوف فاحتضنه وأسره، وانهزم جيش عقة من غير قتال، فأكثروا فيهم الأسر. وقصد خالد حصن عين التمر، فلما بلغ «مهران» هزيمةُ عقة وجيشه نزل من الحصن وهرب وتركه، ورجعت فلول نصارى الأعراب إلى الحصن فوجدوه مفتوحاً فدخلوه واحتموا به، فجاء خالد وأحاط بهم وحاصرهم أشد الحصار، فاضطر أهل الحصن أن ينزلوا على حكم خالد، فأمر بضرب عنق عقة ومن كان أُسر معه والذين نزلوا على حكمه أجمعين. ثم أرسل أبو بكر الوليد بن عقبة إلى عياض مدداً له وهو يحاصر دومة الجندل، فلما قدم عليه وجده في ناحية من العراق يحاصر قوماً، وهم قد أخذوا عليه الطرق فهو محصور أيضاً، فقال عياض للوليد: «إن بعض الرأي خير من جيش كثيف، ماذا ترى فيما نحن فيه؟»، فقال له الوليد: «اكتب إلى خالد يمدك بجيش من عنده»، فكتب إليه يستمده، فقدم كتابه على خالد عقب وقعة عين التمر وهو يستغيث به، فكتب خالد إليه: «من خالد إلى عياض، إياك أريد، البث قليلاً تأتك الحلائب، يحملن آساداً عليها القشائب، كتائب تتبعها كتائب».

### فتح دومة الجندل
رحل خالد بجنده من عين التمر بعد أن خلف عليها عويم بن الكاهل الأسلمي، ووصلت أنباؤه إلى أهل دومة الجندل، فاستنجدوا بحلفائهم من قبائل بهراء وكلب وغسان وتنوخ، وكان أمر أهل دومة الجندل إلى زعيمين هما: أكيدر بن عبد الملك والجودي بن ربيعة، فاختلفا، وخرج أكيدر مفارقاً قومه، وبلغ خالداً خبرُه فأرسل إليه عاصم بن عمرو معارضاً له فأخذه، فأمر خالد بقتله. ونزل خالد على دومة الجندل، وجعل أهلَها وحلفاءَهم بين فكي كماشة ذراعُها الأولى عسكرُه والثانيةُ عسكرُ عياض بن غنم، وتقدم الجودي بن ربيعة بجنوده نحو خالد، وتقدم ابن الحدرجان وابن الأيهم بجنودهما ناحية عياض، ودارت المعركة، وأنزل خالد الهزيمة بالجودي وأتباعه، وانتزع عياض النصر من ابن الحدرجان ومن معه بصعوبة، وحاولت فلول المنهزمين الاحتماء بالحصن، ولكنه كان قد عج بمن فيه فأغلقوه عليهم وتركوا أصحابهم حوله في العراء، ولم يلبث خالد أن هاجم من بداخل الحصن بعد أن اقتلع بابه فقتل منهم جموعاً كثيرة.
ثم أمر خالد الأقرع بن حابس بالرجوع إلى الأنبار وأقام بدومة الجندل، فظن الفرس وعرب المنطقة ذلك فرصة لهم، فخرج «زرمهر» من بغداد ومعه «روزبة» يريدان الأنبار، وتواعدا في الحصيد والخنافس، فوصل خبرهم الزبرقان بن بدر التميمي وهو على الأنبار، فاستمد القعقاع بن عمرو خليفة خالد على الحيرة، فأمده بأعبد بن فدكي السعدي وأمره بالحصيد، وبعروة بن الجعد البارقي وأمره بالخنافس. وعندما علم خالد بتحرك بعض القبائل ورغبتهم بالانضمام إلى «روزبة» في الحصيد، جعل القعقاعَ أميراً على المسلمين في الحصيد بعد أن ترك مكانَه عياض بن غنم على الحيرة، فلما علم «روزبة» بتوجه القعقاع إليه استمد «زرمهر» فانضم إليه، والتقى المسلمون بجموع الفرس، وقتلوا منهم مقتلة عظيمة من بينهم «زرمهر» و«روزبة»، وغنموا غنائم كثيرة. وبعد أن وصلت أخبار المسلمين في الحصيد إلى خالد، واعد قادة جيوشه في ليلة وساعة يجتمعون فيها عند المصيخ قرب حوران، فلما توافوا في موعدهم بيتوا بعض القبائل ومن آوى إليهم من ثلاثة أوجه، فأوقع بهم خسائر كبيرة، ثم علم خالد بتحشد بعض القبائل في «الثني» قرب ديار بكر استعداداً لقتال المسلمين، فباغتهم في «الثني» من عدة اتجاهات فشتت جموعهم، وكذلك هاجم المتحشدين في «الزميل» فأوقع بهم خسائر هائلة.

### معركة الفراض
بعد أن بسط خالد راية الإسلام على العراق واستسلمت له قبائل العرب، قصد منطقة الفراض، وهي تخوم الشام والعراق والجزيرة، حتى يحفظ ظهره ويأمن من أن تكون وراءه عورة عند اجتيازه أرض السواد إلى بلاد فارس، فلما اجتمع المسلمون بالفراض غضب الروم وهاجوا واستعانوا بمن يليهم من مسالح الفرس، فلبس الفرس سراعاً لأنهم كانوا حانقين على المسلمين، كما استمدوا العرب من تغلب وإياد والنمر بن قاسط فأمدوهم، فاجتمعت جيوش الفرس والروم والعرب على المسلمين في تلك الموقعة، فلما بلغوا الفرات قالوا للمسلمين: «إما أن تعبروا إلينا وإما أن نعبر إليكم»، فقال خالد: «بل اعبروا إلينا»، قالوا: «فتنحوا حتى نعبر»، فقال خالد: «لا نفعل ولكن اعبروا أسفل منا»، وذلك للنصف من ذي القعدة سنة 12هـ، فقالت الروم وفارس بعضهم لبعض: «احتسبوا ملككم، هذا رجل يقاتل على دين وله عقل وعلم، والله لينصرن ولنخذلن»، ثم لم ينتفعوا بذلك، فعبروا أسفل من خالد، فلما تتاموا اقتتلوا قتالاً شديداً طويلاً، ثم انتصر المسلمون، وقال خالد للمسلمين: «ألحوا عليهم ولا ترفهوا عنهم»، فجعل صاحب الخيل يحشر منهم الزمرة برماح أصحابه، فإذا جمعوهم قتلوه، وقُتل من أعداء المسلمين عشرات الألوف، وأقام خالد في الفراض عشرة أيام، ثم أمر بالرجوع إلى الحيرة.
وتعد هذه المعركة خاتمة المعارك التي خاضها خالد بن الوليد في العراق، وانكسرت شوكة الفرس بعد هذه المعركة، ولم تقم لهم قوة حربية يخشاها الإسلام بعد هذه الموقعة.

## فتوحات الشام في عهد أبي بكر
كان اهتمام المسلمين بالشام منذ عهد النبي محمد، فقد كتب إلى هرقل عظيم الروم وغيره من أمراء الشام كتباً يدعوهم فيها إلى الإسلام، كما أرسل جيشاً إلى مؤتة في الشام فكانت معركة مؤتة، ثم قاد غزوة تبوك بنفسه. ولما تولى أبو بكر الخلافة، استمر على المنهج الذي وضعه النبي محمد، فأصر بعد وفاة النبي على إنفاذ جيش أسامة بن زيد، ثم أرسل خالد بن سعيد بن العاص بجيش لفتح الشام.

### جيش خالد بن سعيد بن العاص
بعث أبو بكر خالد بن سعيد بن العاص إلى مشارف الشام، وأمره أن يكون ردءاً للمسلمين بتيماء، وهي بلدة في أطراف الشام بين الشام ووادي القرى، وأمره ألا يفارقها إلا بأمره، ولا يقاتل إلا من قاتله، فبلغ خبرَه هرقل ملكُ الروم، فجهز جيشاً من العرب التابعين للروم من قبائل بهراء وسليح وكلب ولخم وجذام وغسان، فسار إليهم خالد بن سعيد فلقيهم على منازلهم فافترقوا، فأمره أبو بكر بالإقدام والزحف على الروم قبل تنظيم صفوفهم، ونصحه أن يحافظ على خط رجعته وألا يتوغل كثيراً في بلاد العدو، فتقدم خالد حتى بلغ القسطل في طريق البحر الميت، فهزم جيشاً من الروم على الشاطئ الشرقي للبحر، ثم تابع مسيرته، فجمع الروم قوات تزيد على ما جمعوا في تيماء، فكتب خالد إلى الخليفة يستمده ليتابع تقدمه، فبعث إليه عكرمة بن أبي جهل بجيش البدال والوليد بن عقبة بجموع أخرى، فلما وصلت هذه القوات إلى خالد بن سعيد أمر بالهجوم على الروم، وأخذ طريقه إلى مرج الصفر (شرقي بحيرة طبرية)، وانحدر القائد الرومي ماهان بجيشه يستدرج جيوش المسلمين التي وصلت إلى مرج الصفر، فأوقعوا بالمسلمين الهزيمة، وصادف ماهان سعيد بن خالد بن سعيد في كتيبة من العسكر فقتلهم وقتل سعيداً في مقدمتهم، وبلغ خالد مقتل ابنه ورأى نفسه قد أحيط بالروم، فخرج هارباً في كتيبة من أصحابه على ظهور الخيل، ونجح عكرمة في سحب بقية الجيش إلى حدود الشام. عند ذلك، أمر أبو بكر المسلمين بالنفير إلى الجهاد، وأمر بلالاً بن رباح فنادى في الناس: «أن انفروا إلى جهاد عدوكم الروم بالشام»، وكتب إلى أهل اليمن يدعوهم إلى الجهاد، فانساح أهل اليمن من جميع أرجائها بأعداد هائلة، كلهم خرجوا طواعية غير مكرهين.

### إرسال الجيوش الإسلامية إلى الشام
بعد أن دعا أبو بكر الناس إلى الجهاد، عقد الألوية لأربعة جيوش أرسلها لفتح الشام، وأمر كل أمير أن يسلك طريقاً غير طريق الآخر، وهذه الجيوش هي:

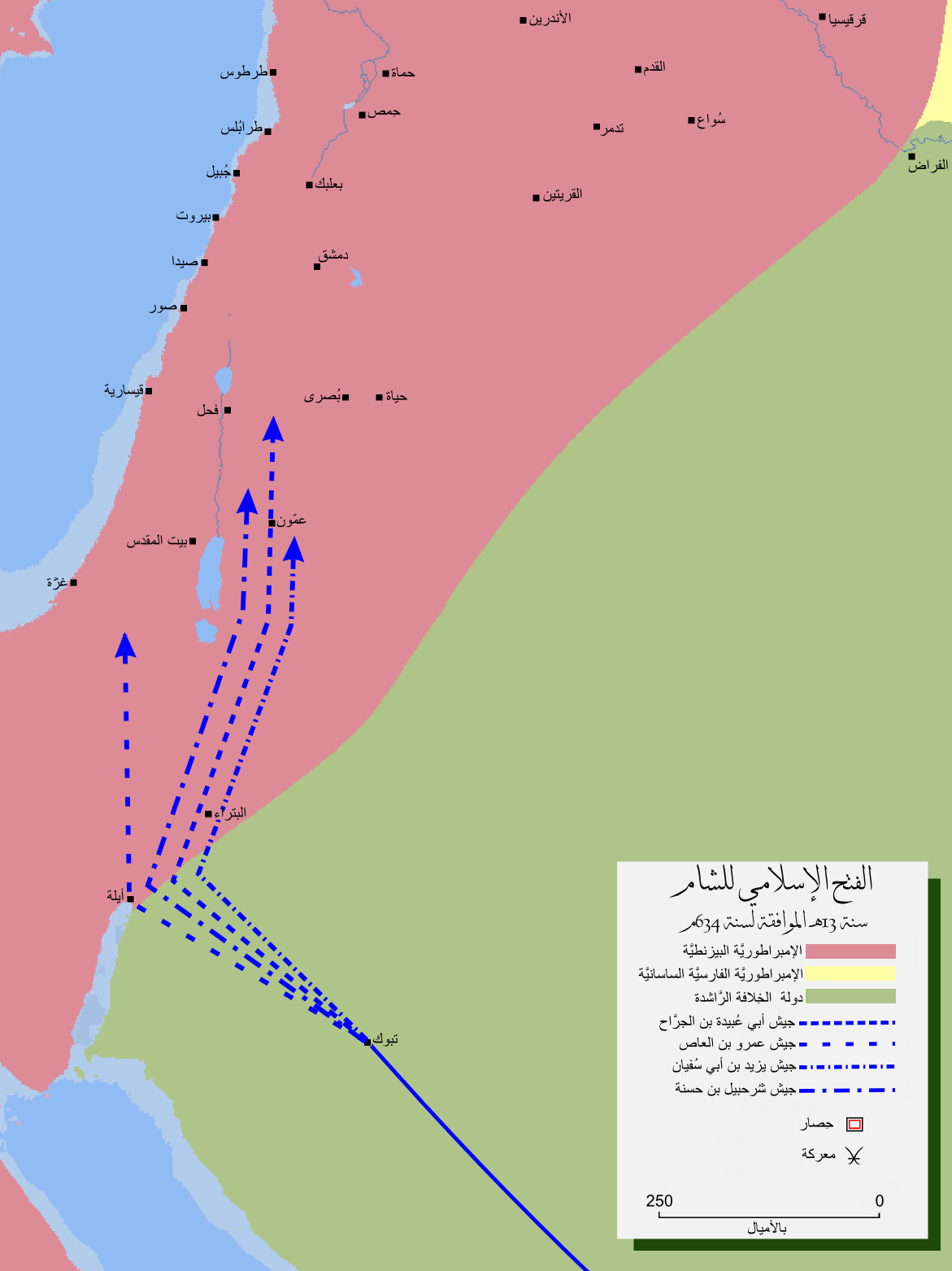
خريطة توضح خط سير الجيوش الإٍسلامية الفاتحة للشام.

- جيش يزيد بن أبي سفيان: وهو أول الجيوش التي تقدمت إلى بلاد الشام، وكانت مهمته الوصول إلى دمشق وفتحها ومساعدة الجيوش الأربعة عند الضرورة، وكان جيش يزيد أول الأمر ثلاثة آلاف، ثم عززه الخليفة بالإمدادات حتى صار معه بحدود سبعة آلاف رجل.[227]
- جيش شرحبيل بن حسنة: حدد أبو بكر لمسير شرحبيل بن حسنة ثلاثة أيام بعد مسير يزيد بن أبي سفيان، وكان جيش شرحبيل ما بين ثلاثة آلاف إلى أربعة آلاف، وأمره أن يسير إلى تبوك والبلقاء ثم بصرى، وهي آخر مرحلة، فتقدم شرحبيل نحو البلقاء حيث لم يلق مقاومة تُذكر، وكان يسير على الجناح الأيسر لجيش أبي عبيدة بن الجراح، والجناح الأيمن لجيش عمرو بن العاص في فلسطين، فأوغل في البلقاء حتى بلغ بصرى، فأخذ يحاصرها، فلم يوفق في فتحها لأنها كانت من المراكز الحصينة.[228]
- جيش أبي عبيدة بن الجراح: وكان يتراوح ما بين ثلاثة آلاف إلى أربعة آلاف مجاهد، وهدف ذلك الجيش حمص. سار أبو عبيدة من المدينة ماراً بوادي القرى إلى الجابية،[229] وكان هذا الجيش الجناح الأيسر لجيش يزيد، والجناح الأيمن لجيش شرحبيل، وكان في صحبة أبي عبيدة فارس من فرسان العرب المشهورين هو قيس بن هبيرة بن مسعود المرادي، فأوصى به أبو بكر أبا عبيدة قبل سفره.[230]
- جيش عمرو بن العاص: وجهه أبو بكر إلى فلسطين، وكان تعداده يتراوح من ستة آلاف إلى سبعة آلاف مجاهد، فسلكت طريقاً لساحل البحر الأحمر حتى وادي عربة في البحر الميت، ونظم عمرو بن العاص قوة استطلاع مؤلفةً من ألف مجاهد يقودها عبد الله بن عمر بن الخطاب، ودفعها باتجاه محور تقدم الروم، فاصطدمت هذه القوة بقوة للروم، ولكنها انتصرت عليهم، وعادت ببعض الأسرى فاستنطقهم عمرو بن العاص، وعلم منهم أن جيش العدو بقيادة «رويس» يحاول مباغتة المسلمين بالقيام بالهجوم، فنظم عمرو قواته، وشن الروم هجومهم، واستطاع المسلمون صده ونجحوا في رد قوات الروم، وبعد ذلك شنوا هجومهم المضادَّ ودمروا قوة العدو وأرغموهم على الفرار وترك ميدان المعركة، وتابع الفرسان المطاردة، وانتهت بسقوط ألوف القتلى من الروم.[231]

لاقت الجيوش الإسلامية صعوبة في مواجهة جيوش الإمبراطورية الرومانية لقوتها وكثرة عددها، وقد كان للروم في الشام جيشان كبيران: أحدهما في فلسطين والآخر في أنطاكية، وعندما شهد قائد الروم هرقل توغل الجيوش الإسلامية، أصدر أوامره لقواته بالتوجه لتدمير الجيوش الإسلامية الأربعة كل على حدة. فراسل قادةُ المسلمين أبا بكر يخبرونه بأمر الروم، فشرع بإمدادهم بالرجال والسلاح والخيول وما يحتاجونه، فأرسل هاشم بن عتبة بن أبي وقاص ومعه ألف مقاتل إلى أبي عبيدة، وأرسل سعيد بن عامر بن حذيم ومعه سبعمائة رجل إلى يزيد بن أبي سفيان. وقرر قادة المسلمين الانسحاب من جميع الأراضي التي فتحوها والتجمع في مكان واحد ليتمكنوا من إحباط خطة الروم وإجبارهم على خوض معركة فاصلة تخوضها كل الجيوش الإسلامية، فاتفقوا أن يكون التجمع باليرموك، وأن يتم الانسحاب مع تجنب الاشتباك مع العدو، فانسحب أبو عبيدة من حمص، وانسحب شرحبيل بن حسنة من الأردن، وانسحب يزيد بن أبي سفيان من دمشق، وأخذ عمرو بن العاص في الانسحاب تدريجياً من فلسطين.
وقرر أبو بكر أن ينقل خالد بن الوليد بجيشه إلى الشام وأن يتولى قيادة الجيوش بها، لأن الأمر بالشام يحتاج إلى قائد صاحب قدرة عسكرية فائقة، وصاحب تجربة طويلة في المعارك، فحشد خالد جنوده وانطلق ليعبر إلى الشام عبر صحاري رهيبة، وبعد خمسة أيام من الترحال وصل جيش خالد إلى الشام، ففتح منطقة «أدك» صلحاً، ثم نزل «تدمر» فصالح أهلها، ثم أتى «القريتين» فقاتله أهلها فظفر بهم، ثم قصد «حوارين» وصار إلى موضع يعرف بالثنية، فنشر رايته وهي راية العقاب، فسمي ذلك الموضع بثنية العقاب، ثم سار حتى وصل إلى قناة بصرى، فوجد الصحابة تحاربها فصالحه صاحبها وسلمها إليه، ثم سار خالد وأبو عبيدة ومرثد وشرحبيل إلى عمرو بن العاص وقد قصده الروم، فكانت معركة أجنادين.

### معركة أجنادين
كان عمرو بن العاص ينسحب بمحاذاة ضفة نهر الأردن لكي يلتقي بجيوش المسلمين الأخرى، فقرر خالد بن الوليد أن يسرع وينضم إلى جيش عمرو بن العاص، ويخوض وإياه معركة فاصلة فيقضي على قوة الروم الكبيرة، فيتعزز الموقف العسكري للجيش الإسلامي، ويصون خط رجعته، ويحمي جناحه الأيسر، ويثبت أقدام المسلمين في فلسطين، فانحدر من اليرموك إلى سهل فلسطين بعدما أصدر أمره إلى عمرو بن العاص بأن ينسحب متدرجاً جيش الروم حتى يصل جيش خالد فيطبقان عليه، فارتد عمرو بن العاص إلى أجنادين، وعندما وصلت قوات خالد أصبح جيش المسلمين بحدود ثلاثين ألف مقاتل، وكان وصول خالد في الوقت المناسب، فما أن اصطدمت قوات عمرو بن العاص بالروم حتى انقض خالد بقواته الرئيسة، وجرت معركة عنيفة، وكان لمهارة القائدين خالد وعمرو العسكرية دور كبير في تحقيق النصر الحاسم، حيث وُجِّهت قوة اقتحامية اخترقت صفوف العدو حتى وصلت إلى قائد الروم فقتلوه، وبمقتل القائد انهارت مقاومة الروم وهربوا في اتجاهات مختلفة.

### معركة اليرموك

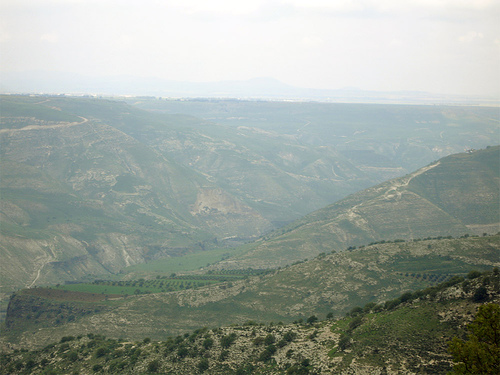
الأرض التي دارت عليها معركة اليرموك شمال الأردن.

بعد انتصار المسلمين في أجنادين اجتمعوا في اليرموك، وتحركت جيوش الروم بقيادة «تيدور» ونزلت في منزل واسع الطعن واسع المطرد ضيق المهرب، وكان عدد المسلمين أربعين ألف مقاتل أو خمسة وأربعين ألفاً يقودهم خالد بن الوليد، وأما عدد الروم فيُقدَّر بمائتين وأربعين ألفاً بقيادة «تيدور»، وقسم خالد جيشه، فجعل على فرقة القلب أبا عبيدة بن الجراح ومعه عكرمة بن أبي جهل والقعقاع بن عمرو، وعلى فرقة الميمنة عمرو بن العاص ومعه شرحبيل بن حسنة، وعلى فرقة الميسرة يزيد بن أبي سفيان. ونزلت الرومُ الواقوصة قريباً من اليرموك، وصار الوادي خندقاً عليهم، وبدأ القتال وحميت الحرب، وتقدمت صفوف الروم فحملت ميسرتهم على ميمنة المسلمين فانكشف قلب الجيش الإسلامي من ناحية الميمنة، واستطاع الروم إحداث ثغرة في صفوف المسلمين والتسلل إلى مؤخرتهم، فثبت المسلمون حتى صدوا الروم، ثم ركبهم الروم فزال المسلمون من الميمنة إلى القلب، وانكشف طائفة من الناس إلى العسكر، وثبت سور من المسلمين عظيم يقاتلون تحت راياتهم، ثم تنادوا فتراجعوا حتى نهنهوا مَن أمامهم من الروم وأشغلوهم عن اتباع من انكشف من الناس. ثم حملت ميمنة الروم على ميسرة المسلمين حملة شديدة، فانكشف قلب المسلمين من ناحية الميسرة وركب الروم أكتاف من انهزم من المسلمين، وتبعوهم حتى دخلوا معسكر المسلمين، فاستقبلتهم نساء المسلمين بالحجارة وأعمدة الخيام يضربنهم على وجوههم ويقلن لهم: «أين عز الإسلام والأمهات والأزواج؟ أين تفرون وتدعوننا للعلوج؟»، فإذا زجرنهم خجل أحدهم من نفسه ورجع إلى القتال، وقتلوا من الروم خلقاً كثيراً. وحاولت ميسرة الروم مرة أخرى شن الهجوم على ميمنة المسلمين، فشدوا على عمرو بن العاص وجنده في محاولة اختراق الصفوف لكي يطوِّقوهم، وقاتل عمرو وجنده عن مواضعهم، إلا أن الروم تمكنوا من دخول معسكرهم، ونزلت المسلمات من التل وأخذن يضربن وجوه الرجال المراجعين، وبذلك ارتدت إلى المسلمين عزائمهم، ودخلوا للقتال مرة أخرى، وحمل المسلمون على الروم من جديد حتى أزاحوهم عن المواضع التي كسبوها.
وحمل خالد بمن معه من الخيالة على الميسرة التي حملت على ميمنة المسلمين فأزالوهم إلى القلب، فقُتل من الروم في حملته هذه ستة آلاف، ثم اعترضهم فحمل بمائة فارس معه على نحو من مائة ألف، فما وصل إليهم حتى انقض جميعهم، وحمل المسلمون عليهم حملة رجل واحد فانكشفوا، وتبعهم المسلمون لا يمتنعون منهم. وقامت ميمنة المسلمين بإغلاق المنافذ والثغرات في وجوه الروم، وحصروا بين وادي اليرموك ونهر الزرقاء، واستطاع المسلمون أن يفصلوا فرسان الروم عن مشاتهم، فحملوا على الروم وركبوا أكتافهم حتى أرهقوهم، وبذلك أراد فرسانُ الروم مخرجاً لهم للفرار منه، فأمر خالد عمرو بن العاص بفسح المجال لهم ففعل ذلك وهرب فرسان الروم، وبذلك تحرك مشاة الروم دون غطاء من خيالتهم، فجاء المشاة إلى الخنادق وهم مقيدون بالسلاسل، وجاءهم المسلمون إلى خندقهم في ظلال الليل، وأخذ معظم مشاة الروم ينهارون بالوادي، فإذا منهم شخص قُتل سقط معه جميعُ الذين كانوا مقيدين معه، وقَتل منهم المسلمون في هذه المرحلة خلقاً كثيراً قُدِّر عددهم بمائة وعشرين ألفاً، والناجون منهم قد انسحب قسم منهم إلى فحل، والقسم الآخر إلى دمشق داخل بلاد الشام. وقُتل أحد قادة الروم «تذارق»، وكان له ثلاثون سرادقاً وثلاثون رواقاً من ديباج بما فيها من الفرش والحرير، فلما كان الصباح حاز المسلمون ما كان هنالك من الغنائم، وكان عددُ قتلى المسلمين ثلاثةَ آلاف منهم: عكرمة بن أبي جهل، وابنه عمرو، وسلمة بن هشام، وعمرو بن سعيد، وأبان بن سعيد. وكان عدد قتلى الروم مائة وعشرين ألفاً، منهم ثمانون ألفاً مقيدون بالسلاسل وأربعون ألفاً مطلقون سقطوا جميعهم في الوادي.

## وفاته
في شهر جمادى الآخرة سنة 13هـ، مرض الخليفة أبو بكر واشتد به المرض، فلما ثقل واستبان له من نفسه، جمع الناس إليه فقال: «إنه قد نزل بي ما قد ترون، ولا أظنني إلا ميتاً لما بي، وقد أطلق الله أيمانكم من بيعتي وحل عنكم عقدتي، ورد عليكم أمركم، فأمِّروا عليكم من أحببتم، فإنكم إن أمَّرتم في حياة مني كان أجدر أن لا تختلفوا بعدي»، فتشاور الصحابة، ثم رجعوا إلى أبي بكر فقالوا: «رأيُنا يا خليفة رسول الله رأيُك»، قال: «فأمهلوني حتى أنظر لله ولدينه ولعباده»، ثم وقع اختيار أبي بكر بعد أن استشار بعض الصحابة على عمر بن الخطاب، ثم كتب عهداً مكتوباً يُقرأ على الناس، وكان نص العهد:
| أبو بكر الصديق | بسم الله الرحمن الرحيم، هذا ما عهد أبو بكر بن أبي قحافة في آخر عهده بالدنيا خارجاً منها، وعند أول عهده بالآخرة داخلاً فيها، حيث يؤمن الكافر ويوقن الفاجر ويصدق الكاذب، إني استخلفت عليكم بعدي عمر بن الخطاب فاسمعوا له وأطيعوا، وإني لم آل الله ورسوله ودينه ونفسي وإياكم خيراً، فإن عَدَلَ فذلك ظني به وعلمي فيه، وإن بَدّلَ فلكل امرئ ما اكتسب، والخير أردت ولا أعلم الغيب: «وسيعلم الذين ظلموا أي منقلب ينقلبون». | أبو بكر الصديق |

وقد روت السيدة عائشة خبر وفاة أبيها أبي بكر فقالت: «أول ما بُدئ مرض أبي بكر أنه اغتسل وكان يوماً بارداً، فحم خمسة عشر يوماً لا يخرج إلى صلاة، وكان يأمر عمر بالصلاة وكانوا يعودونه، وكان عثمان ألزمهم له في مرضه»، وقالت السيدة عائشة: قال أبو بكر: «انظروا ماذا زاد في مالي منذ دخلت في الإمارة فابعثوا به إلى الخليفة بعدي»، فنظرنا فإذا عبد نوبي كان يحمل صبيانه، وإذا ناضح (البعير الذي يُستقى عليه) كان يسقي بستاناً له، فبعثنا بهما إلى عمر، فبكى عمر، وقال: «رحمة الله على أبي بكر لقد أتعب من بعده تعباً شديداً».

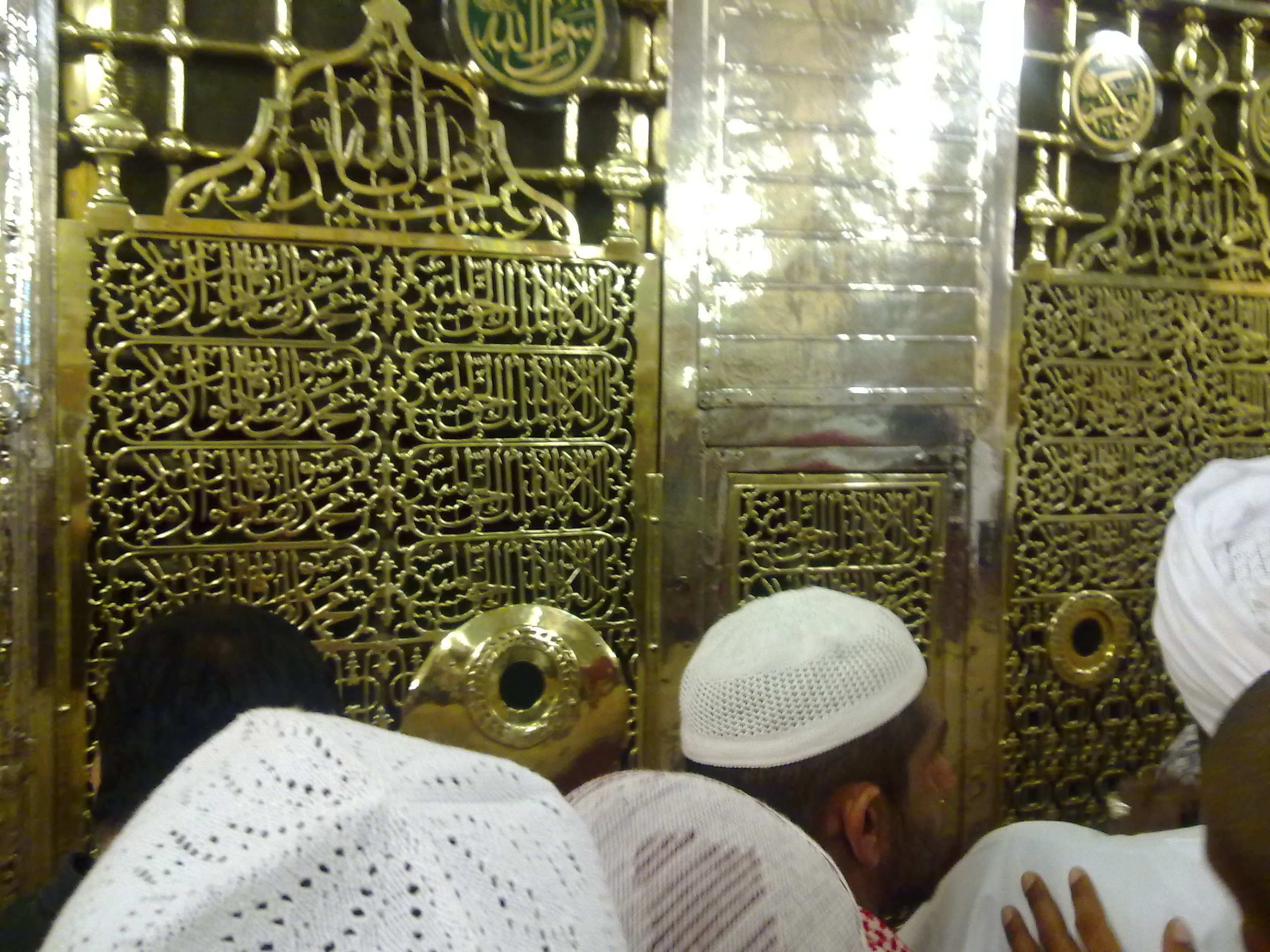
شباك الحجرة النبوية في المسجد النبوي حيث دُفن النبي محمد وأبو بكر وعمر.

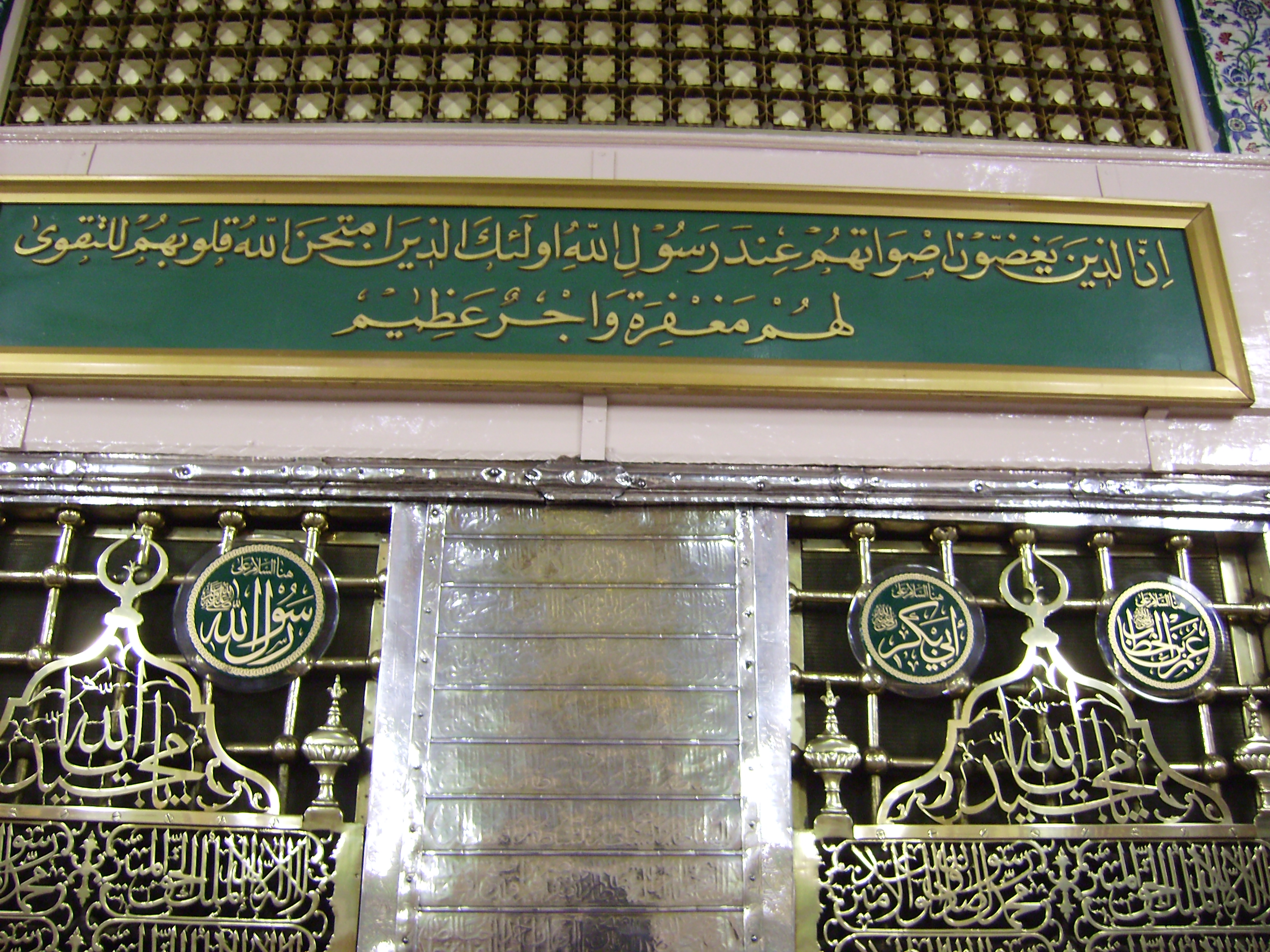
واجهة قبور النبي محمد وأبي بكر وعمر داخل المسجد النبوي.

واستمر مرض أبي بكر مدة خمسة عشر يوماً، حتى مات يوم الاثنين ليلة الثلاثاء 22 جمادى الآخرة سنة 13هـ، قالت السيدة عائشة: إن أبا بكر قال لها: «في أي يوم مات رسول الله ﷺ؟»، قالت: «في يوم الاثنين»، قال: «إني لأرجو فيما بيني وبين الليل، ففيم كفنتموه؟»، قالت: «في ثلاثة أثواب بيض سحولية يمانية ليس فيها قميص ولا عمامة»، فقال أبو بكر: «انظري ثوبي هذا فيه ردع زعفران أو مشق فاغسليه واجعلي معه ثوبين آخرين»، فقيل له: «قد رَزَقَ الله وأحسن، نكفنك في جديد»، قال: «إن الحي هو أحوج إلى الجديد ليصون به نفسه عن الميت، إنما يصير الميت إلى الصديد وإلى البلى». وقد أوصى أن تغسله زوجه أسماء بنت عميس، وأن يدفن بجانب النبي محمد، وكان آخرَ ما تكلم به أبو بكر قولَ الله تعالى: «توفني مسلماً وألحقني بالصالحين». وتوفي أبو بكر وهو ابن ثلاث وستين سنة، استوفى سن النبي محمد، وغسلته زوجه أسماء بنت عميس، ودفن جانب النبي محمد، وقد جعل رأسه عند كتفي النبي، وصلى عليه خليفته عمر بن الخطاب، ونزل قبره عمر وعثمان وطلحة وابنه عبد الرحمن، وألصق اللحد بقبر النبي محمد.
وارتجت المدينة لوفاة أبي بكر، ولم تر المدينة منذ وفاة الرسول يوماً أكثر باكياً وباكية من ذلك المساء، وأقبل علي بن أبي طالب مسرعاً باكياً مسترجعاً، ووقف على البيت الذي فيه أبو بكر، فقال: «رحمك الله يا أبا بكر، كنت إلفَ رسول الله ﷺ وأنيسه، ومستراحه وثقته، وموضع سره ومشاورته»، إلى أن قال: «والله لن يصاب المسلمون بعد رسول الله بمثلك أبداً، كنت للدين عزاً وحرزاً وكهفاً، فألحقك الله عز وجل بنبيك محمد ﷺ، ولا حرمنا أجرك ولا أضلنا بعدك»، فسكت الناس حتى قضى كلامه، ثم بكوا حتى علت أصواتهم، وقالوا: «صدقت».

## ألقابه
لُقب أبو بكر بألقاب عديدة منها:

### الصّدّيق
لقَّبه به النبي محمد، وذلك أن النبي محمداً كان قد صعد جبل أحد ومعه أبو بكر وعمر بن الخطاب وعثمان بن عفان، فرجف بهم الجبل فقال النبي محمد: «اثبت أحد، فإنما عليك نبي وصديق وشهيدان»، وأما سبب تسميته بالصديق فهو لكثرة تصديقه للنبي محمد، قالت السيدة عائشة: لما أسري بالنبي ﷺ إلى المسجد الأقصى أصبح يتحدث الناس بذلك، فارتد ناس كانوا آمنوا به وصدقوه، وسعى رجال إلى أبي بكر، فقالوا: «هل لك إلى صاحبك؟ يزعم أن أسري به الليلة إلى بيت المقدس»، قال: «وقد قال ذلك؟»، قالوا: «نعم»، قال: «لئن قال ذلك فقد صدق»، قالوا: «أوتصدقه أنه ذهب الليلة إلى بيت المقدس، وجاء قبل أن يصبح؟» قال: «نعم، إني لأصدقه فيما هو أبعد من ذلك، أصدقه بخبر السماء في غدوة أو روحة»، فلذلك سمي أبو بكر الصديق.

### العتيق
لقَّبه به النبي محمد، فقد قال له: «أنت عتيق الله من النار»، فسمي عتيقاً، وقالت السيدة عائشة: «دخل أبو بكر الصديق على رسول الله ﷺ، فقال له رسول الله ﷺ: «أبشر، فأنت عتيق الله من النار»»، وقد ذكر المؤرخون أسباباً كثيرةً لهذا اللقب، فقد قيل: «إنما سمي عتيقًا لجمال وجهه»، وقيل: «لأنه كان قديمًا في الخير»، وقيل: «سمي عتيقًا لعتاقة وجهه»، وقيل: إن أمَّ أبي بكر كان لا يعيش لها ولد، فلما ولدته استقبلت به الكعبة وقالت: «اللهم إن هذا عتيقك من الموت فهبه لي».

### الصاحب
لُقب به في القرآن الكريم، وذلك في قول الله تعالى: ﴿إِلَّا تَنْصُرُوهُ فَقَدْ نَصَرَهُ اللَّهُ إِذْ أَخْرَجَهُ الَّذِينَ كَفَرُوا ثَانِيَ اثْنَيْنِ إِذْ هُمَا فِي الْغَارِ إِذْ يَقُولُ لِصَاحِبِهِ لَا تَحْزَنْ إِنَّ اللَّهَ مَعَنَا فَأَنْزَلَ اللَّهُ سَكِينَتَهُ عَلَيْهِ وَأَيَّدَهُ بِجُنُودٍ لَمْ تَرَوْهَا وَجَعَلَ كَلِمَةَ الَّذِينَ كَفَرُوا السُّفْلَى وَكَلِمَةُ اللَّهِ هِيَ الْعُلْيَا وَاللَّهُ عَزِيزٌ حَكِيمٌ ۝٤٠﴾، وقد أجمع العلماء على أن الصاحب المقصود في الآية هو أبو بكر، وقال الإمام ابن حجر العسقلاني في تفسير هذه الآية: «فإن المراد بصاحبه هنا أبو بكر بلا منازع».

### الأتقى
لُقب به في القرآن الكريم، وذلك في قول الله تعالى: ﴿وَسَيُجَنَّبُهَا الْأَتْقَى ۝١٧﴾. وسبب ذلك أن أبا بكر عندما كان يشتري العبيدَ المسلمين ويعتقهم، قال له أبوه أبو قحافة: «يا بني، إني أراك تعتق رقاباً ضعافاً، فلو أنك إذا فعلت أعتقت رجالاً جلداً يمنعونك ويقومون دونك؟»، فقال أبو بكر: «يا أبت، إني إنما أريد ما أريد لله عز وجل»، فنزلت فيه آيات منها: ﴿وَسَيُجَنَّبُهَا الْأَتْقَى ۝١٧ الَّذِي يُؤْتِي مَالَهُ يَتَزَكَّى ۝١٨ وَمَا لِأَحَدٍ عِنْدَهُ مِنْ نِعْمَةٍ تُجْزَى ۝١٩ إِلَّا ابْتِغَاءَ وَجْهِ رَبِّهِ الْأَعْلَى ۝٢٠ وَلَسَوْفَ يَرْضَى ۝٢١﴾.

### الأوّاه
لُقب أبو بكر بالأواه، وهو لقب يدل على الخشية والوجل من الله تعالى، قال إبراهيم النخعي: «كان أبو بكر يسمى بالأواه لرأفته ورحمته».

## عائلة أبي بكر

زوجات أبي بكر وذريته.

|        |        |        |        |        |        |                   |                   |                   |                   |                   |                   |             |             | هند         | هند         | هند         | هند         | هند                 | هند                 |                     |                     | مرة بن كعب          | مرة بن كعب          | مرة بن كعب   | مرة بن كعب   | مرة بن كعب | مرة بن كعب |             |             | أسماء البارقية | أسماء البارقية | أسماء البارقية       | أسماء البارقية       | أسماء البارقية       | أسماء البارقية       |                       |                       |                       |                       |                       |                       |                |                |                |                |                |                |          |          |          |          |                 |                 |                 |                 |                   |                   |                   |                   |                   |                   |  |  |  |  |  |  |  |  |  |  |  |  |  |  |  |  |
|        |        |        |        |        |        |                   |                   |                   |                   |                   |                   |             |             | هند         | هند         | هند         | هند         | هند                 | هند                 |                     |                     | مرة بن كعب          | مرة بن كعب          | مرة بن كعب   | مرة بن كعب   | مرة بن كعب | مرة بن كعب |             |             | أسماء البارقية | أسماء البارقية | أسماء البارقية       | أسماء البارقية       | أسماء البارقية       | أسماء البارقية       |                       |                       |                       |                       |                       |                       |                |                |                |                |                |                |          |          |          |          |                 |                 |                 |                 |                   |                   |                   |                   |                   |                   |  |  |  |  |  |  |  |  |  |  |  |  |  |  |  |  |
|        |        |        |        |        |        |                   |                   |                   |                   |                   |                   |             |             |             |             |             |             |                     |                     |                     |                     |                     |                     |              |              |            |            |             |             |                |                |                      |                      |                      |                      |                       |                       |                       |                       |                       |                       |                |                |                |                |                |                |          |          |          |          |                 |                 |                 |                 |                   |                   |                   |                   |                   |                   |  |  |  |  |  |  |  |  |  |  |  |  |  |  |  |  |
|        |        |        |        |        |        |                   |                   |                   |                   |                   |                   |             |             |             |             |             |             |                     |                     |                     |                     |                     |                     |              |              |            |            |             |             |                |                |                      |                      |                      |                      |                       |                       |                       |                       |                       |                       |                |                |                |                |                |                |          |          |          |          |                 |                 |                 |                 |                   |                   |                   |                   |                   |                   |  |  |  |  |  |  |  |  |  |  |  |  |  |  |  |  |
|        |        |        |        |        |        |                   |                   |                   |                   |                   |                   | كلاب بن مرة | كلاب بن مرة | كلاب بن مرة | كلاب بن مرة | كلاب بن مرة | كلاب بن مرة |                     |                     | يقظة بن مرة         | يقظة بن مرة         | يقظة بن مرة         | يقظة بن مرة         | يقظة بن مرة  | يقظة بن مرة  |            |            | تيم بن مرة  | تيم بن مرة  | تيم بن مرة     | تيم بن مرة     | تيم بن مرة           | تيم بن مرة           |                      |                      |                       |                       |                       |                       |                       |                       |                |                |                |                |                |                |          |          |          |          |                 |                 |                 |                 |                   |                   |                   |                   |                   |                   |  |  |  |  |  |  |  |  |  |  |  |  |  |  |  |  |
|        |        |        |        |        |        |                   |                   |                   |                   |                   |                   | كلاب بن مرة | كلاب بن مرة | كلاب بن مرة | كلاب بن مرة | كلاب بن مرة | كلاب بن مرة |                     |                     | يقظة بن مرة         | يقظة بن مرة         | يقظة بن مرة         | يقظة بن مرة         | يقظة بن مرة  | يقظة بن مرة  |            |            | تيم بن مرة  | تيم بن مرة  | تيم بن مرة     | تيم بن مرة     | تيم بن مرة           | تيم بن مرة           |                      |                      |                       |                       |                       |                       |                       |                       |                |                |                |                |                |                |          |          |          |          |                 |                 |                 |                 |                   |                   |                   |                   |                   |                   |  |  |  |  |  |  |  |  |  |  |  |  |  |  |  |  |
|        |        |        |        |        |        |                   |                   |                   |                   |                   |                   |             |             |             |             |             |             |                     |                     |                     |                     |                     |                     |              |              |            |            |             |             |                |                |                      |                      |                      |                      |                       |                       |                       |                       |                       |                       |                |                |                |                |                |                |          |          |          |          |                 |                 |                 |                 |                   |                   |                   |                   |                   |                   |  |  |  |  |  |  |  |  |  |  |  |  |  |  |  |  |
|        |        |        |        |        |        |                   |                   |                   |                   |                   |                   |             |             |             |             |             |             |                     |                     | مخزوم               | مخزوم               | مخزوم               | مخزوم               | مخزوم        | مخزوم        |            |            | عمرو بن كعب | عمرو بن كعب | عمرو بن كعب    | عمرو بن كعب    | عمرو بن كعب          | عمرو بن كعب          |                      |                      |                       |                       |                       |                       |                       |                       |                |                |                |                |                |                |          |          |          |          |                 |                 |                 |                 |                   |                   |                   |                   |                   |                   |  |  |  |  |  |  |  |  |  |  |  |  |  |  |  |  |
|        |        |        |        |        |        |                   |                   |                   |                   |                   |                   |             |             |             |             |             |             |                     |                     | مخزوم               | مخزوم               | مخزوم               | مخزوم               | مخزوم        | مخزوم        |            |            | عمرو بن كعب | عمرو بن كعب | عمرو بن كعب    | عمرو بن كعب    | عمرو بن كعب          | عمرو بن كعب          |                      |                      |                       |                       |                       |                       |                       |                       |                |                |                |                |                |                |          |          |          |          |                 |                 |                 |                 |                   |                   |                   |                   |                   |                   |  |  |  |  |  |  |  |  |  |  |  |  |  |  |  |  |
|        |        |        |        |        |        |                   |                   |                   |                   |                   |                   |             |             |             |             |             |             |                     |                     |                     |                     |                     |                     |              |              |            |            |             |             |                |                |                      |                      |                      |                      |                       |                       |                       |                       |                       |                       |                |                |                |                |                |                |          |          |          |          |                 |                 |                 |                 |                   |                   |                   |                   |                   |                   |  |  |  |  |  |  |  |  |  |  |  |  |  |  |  |  |
|        |        |        |        |        |        |                   |                   |                   |                   |                   |                   |             |             |             |             |             |             |                     |                     |                     |                     |                     |                     |              |              |            |            | عامر        | عامر        | عامر           | عامر           | عامر                 | عامر                 |                      |                      | صخر                   | صخر                   | صخر                   | صخر                   | صخر                   | صخر                   |                |                |                |                |                |                |          |          |          |          |                 |                 |                 |                 | عثمان             | عثمان             | عثمان             | عثمان             | عثمان             | عثمان             |  |  |  |  |  |  |  |  |  |  |  |  |  |  |  |  |
|        |        |        |        |        |        |                   |                   |                   |                   |                   |                   |             |             |             |             |             |             |                     |                     |                     |                     |                     |                     |              |              |            |            | عامر        | عامر        | عامر           | عامر           | عامر                 | عامر                 |                      |                      | صخر                   | صخر                   | صخر                   | صخر                   | صخر                   | صخر                   |                |                |                |                |                |                |          |          |          |          |                 |                 |                 |                 | عثمان             | عثمان             | عثمان             | عثمان             | عثمان             | عثمان             |  |  |  |  |  |  |  |  |  |  |  |  |  |  |  |  |
|        |        |        |        |        |        |                   |                   |                   |                   |                   |                   |             |             |             |             |             |             |                     |                     | هند بنت نقيد        | هند بنت نقيد        | هند بنت نقيد        | هند بنت نقيد        | هند بنت نقيد | هند بنت نقيد |            |            | أبو قحافة   | أبو قحافة   | أبو قحافة      | أبو قحافة      | أبو قحافة            | أبو قحافة            |                      |                      | أم الخير سلمى بنت صخر | أم الخير سلمى بنت صخر | أم الخير سلمى بنت صخر | أم الخير سلمى بنت صخر | أم الخير سلمى بنت صخر | أم الخير سلمى بنت صخر |                |                |                |                |                |                |          |          |          |          |                 |                 |                 |                 | عبيد الله         | عبيد الله         | عبيد الله         | عبيد الله         | عبيد الله         | عبيد الله         |  |  |  |  |  |  |  |  |  |  |  |  |  |  |  |  |
|        |        |        |        |        |        |                   |                   |                   |                   |                   |                   |             |             |             |             |             |             |                     |                     | هند بنت نقيد        | هند بنت نقيد        | هند بنت نقيد        | هند بنت نقيد        | هند بنت نقيد | هند بنت نقيد |            |            | أبو قحافة   | أبو قحافة   | أبو قحافة      | أبو قحافة      | أبو قحافة            | أبو قحافة            |                      |                      | أم الخير سلمى بنت صخر | أم الخير سلمى بنت صخر | أم الخير سلمى بنت صخر | أم الخير سلمى بنت صخر | أم الخير سلمى بنت صخر | أم الخير سلمى بنت صخر |                |                |                |                |                |                |          |          |          |          |                 |                 |                 |                 | عبيد الله         | عبيد الله         | عبيد الله         | عبيد الله         | عبيد الله         | عبيد الله         |  |  |  |  |  |  |  |  |  |  |  |  |  |  |  |  |
|        |        |        |        |        |        |                   |                   |                   |                   |                   |                   |             |             |             |             |             |             |                     |                     |                     |                     |                     |                     |              |              |            |            |             |             |                |                |                      |                      |                      |                      |                       |                       |                       |                       |                       |                       |                |                |                |                |                |                |          |          |          |          |                 |                 |                 |                 |                   |                   |                   |                   |                   |                   |  |  |  |  |  |  |  |  |  |  |  |  |  |  |  |  |
|        |        |        |        |        |        | أم رومان الكنانية | أم رومان الكنانية | أم رومان الكنانية | أم رومان الكنانية | أم رومان الكنانية | أم رومان الكنانية |             |             |             |             |             |             |                     |                     |                     |                     |                     |                     |              |              |            |            |             |             |                |                | أبو بكر الصديق       | أبو بكر الصديق       | أبو بكر الصديق       | أبو بكر الصديق       | أبو بكر الصديق        | أبو بكر الصديق        |                       |                       |                       |                       |                |                |                |                |                |                |          |          |          |          | حبيبة بنت خارجة | حبيبة بنت خارجة | حبيبة بنت خارجة | حبيبة بنت خارجة | حبيبة بنت خارجة   | حبيبة بنت خارجة   |                   |                   |                   |                   |  |  |  |  |  |  |  |  |  |  |  |  |  |  |  |  |
|        |        |        |        |        |        | أم رومان الكنانية | أم رومان الكنانية | أم رومان الكنانية | أم رومان الكنانية | أم رومان الكنانية | أم رومان الكنانية |             |             |             |             |             |             |                     |                     |                     |                     |                     |                     |              |              |            |            |             |             |                |                | أبو بكر الصديق       | أبو بكر الصديق       | أبو بكر الصديق       | أبو بكر الصديق       | أبو بكر الصديق        | أبو بكر الصديق        |                       |                       |                       |                       |                |                |                |                |                |                |          |          |          |          | حبيبة بنت خارجة | حبيبة بنت خارجة | حبيبة بنت خارجة | حبيبة بنت خارجة | حبيبة بنت خارجة   | حبيبة بنت خارجة   |                   |                   |                   |                   |  |  |  |  |  |  |  |  |  |  |  |  |  |  |  |  |
|        |        |        |        |        |        |                   |                   |                   |                   |                   |                   |             |             |             |             |             |             | قتيلة بنت عبد العزى | قتيلة بنت عبد العزى | قتيلة بنت عبد العزى | قتيلة بنت عبد العزى | قتيلة بنت عبد العزى | قتيلة بنت عبد العزى |              |              |            |            |             |             |                |                | أول الخلفاء الراشدين | أول الخلفاء الراشدين | أول الخلفاء الراشدين | أول الخلفاء الراشدين | أول الخلفاء الراشدين  | أول الخلفاء الراشدين  |                       |                       |                       |                       | أسماء بنت عميس | أسماء بنت عميس | أسماء بنت عميس | أسماء بنت عميس | أسماء بنت عميس | أسماء بنت عميس |          |          |          |          |                 |                 |                 |                 |                   |                   |                   |                   |                   |                   |  |  |  |  |  |  |  |  |  |  |  |  |  |  |  |  |
|        |        |        |        |        |        |                   |                   |                   |                   |                   |                   |             |             |             |             |             |             | قتيلة بنت عبد العزى | قتيلة بنت عبد العزى | قتيلة بنت عبد العزى | قتيلة بنت عبد العزى | قتيلة بنت عبد العزى | قتيلة بنت عبد العزى |              |              |            |            |             |             |                |                | أول الخلفاء الراشدين | أول الخلفاء الراشدين | أول الخلفاء الراشدين | أول الخلفاء الراشدين | أول الخلفاء الراشدين  | أول الخلفاء الراشدين  |                       |                       |                       |                       | أسماء بنت عميس | أسماء بنت عميس | أسماء بنت عميس | أسماء بنت عميس | أسماء بنت عميس | أسماء بنت عميس |          |          |          |          |                 |                 |                 |                 |                   |                   |                   |                   |                   |                   |  |  |  |  |  |  |  |  |  |  |  |  |  |  |  |  |
|        |        |        |        |        |        |                   |                   |                   |                   |                   |                   |             |             |             |             |             |             |                     |                     |                     |                     |                     |                     |              |              |            |            |             |             |                |                |                      |                      |                      |                      |                       |                       |                       |                       |                       |                       |                |                |                |                |                |                |          |          |          |          |                 |                 |                 |                 |                   |                   |                   |                   |                   |                   |  |  |  |  |  |  |  |  |  |  |  |  |  |  |  |  |
|        |        |        |        |        |        |                   |                   |                   |                   |                   |                   |             |             |             |             |             |             |                     |                     |                     |                     |                     |                     |              |              |            |            |             |             |                |                |                      |                      |                      |                      |                       |                       |                       |                       |                       |                       |                |                |                |                |                |                |          |          |          |          |                 |                 |                 |                 |                   |                   |                   |                   |                   |                   |  |  |  |  |  |  |  |  |  |  |  |  |  |  |  |  |
| محمد ﷺ | محمد ﷺ | محمد ﷺ | محمد ﷺ | محمد ﷺ | محمد ﷺ |                   |                   | عائشة             | عائشة             | عائشة             | عائشة             | عائشة       | عائشة       |             |             | عبد الرحمن  | عبد الرحمن  | عبد الرحمن          | عبد الرحمن          | عبد الرحمن          | عبد الرحمن          |                     |                     | عبد الله     | عبد الله     | عبد الله   | عبد الله   | عبد الله    | عبد الله    |                |                | أسماء                | أسماء                | أسماء                | أسماء                | أسماء                 | أسماء                 |                       |                       | محمد                  | محمد                  | محمد           | محمد           | محمد           | محمد           |                |                | أم كلثوم | أم كلثوم | أم كلثوم | أم كلثوم | أم كلثوم        | أم كلثوم        |                 |                 | طلحة بن عبيد الله | طلحة بن عبيد الله | طلحة بن عبيد الله | طلحة بن عبيد الله | طلحة بن عبيد الله | طلحة بن عبيد الله |  |  |  |  |  |  |  |  |  |  |  |  |  |  |  |  |
| محمد ﷺ | محمد ﷺ | محمد ﷺ | محمد ﷺ | محمد ﷺ | محمد ﷺ |                   |                   | عائشة             | عائشة             | عائشة             | عائشة             | عائشة       | عائشة       |             |             | عبد الرحمن  | عبد الرحمن  | عبد الرحمن          | عبد الرحمن          | عبد الرحمن          | عبد الرحمن          |                     |                     | عبد الله     | عبد الله     | عبد الله   | عبد الله   | عبد الله    | عبد الله    |                |                | أسماء                | أسماء                | أسماء                | أسماء                | أسماء                 | أسماء                 |                       |                       | محمد                  | محمد                  | محمد           | محمد           | محمد           | محمد           |                |                | أم كلثوم | أم كلثوم | أم كلثوم | أم كلثوم | أم كلثوم        | أم كلثوم        |                 |                 | طلحة بن عبيد الله | طلحة بن عبيد الله | طلحة بن عبيد الله | طلحة بن عبيد الله | طلحة بن عبيد الله | طلحة بن عبيد الله |  |  |  |  |  |  |  |  |  |  |  |  |  |  |  |  |
|        |        |        |        |        |        |                   |                   |                   |                   |                   |                   |             |             |             |             |             |             |                     |                     |                     |                     |                     |                     |              |              |            |            |             |             |                |                |                      |                      |                      |                      |                       |                       |                       |                       |                       |                       |                |                |                |                |                |                |          |          |          |          |                 |                 |                 |                 |                   |                   |                   |                   |                   |                   |  |  |  |  |  |  |  |  |  |  |  |  |  |  |  |  |
|        |        |        |        |        |        |                   |                   |                   |                   |                   |                   |             |             |             |             |             |             |                     |                     |                     |                     |                     |                     |              |              |            |            |             |             |                |                | عبد الله بن الزبير   | عبد الله بن الزبير   | عبد الله بن الزبير   | عبد الله بن الزبير   | عبد الله بن الزبير    | عبد الله بن الزبير    |                       |                       | القاسم                | القاسم                | القاسم         | القاسم         | القاسم         | القاسم         |                |                |          |          |          |          | عائشة بنت طلحة  | عائشة بنت طلحة  | عائشة بنت طلحة  | عائشة بنت طلحة  | عائشة بنت طلحة    | عائشة بنت طلحة    |                   |                   |                   |                   |  |  |  |  |  |  |  |  |  |  |  |  |  |  |  |  |

## زوجاته وذريته

### زوجاته
تزوج أبو بكر من أربع نسوة، أنجبن له ثلاثة ذكور وثلاث إناث، وهن على التوالي:
1. قتيلة بنت عبد العزى بن سعد بن جابر بن مالك بن حسل بن عامر بن لؤي، وهي أم عبد الله وأسماء.
2. أم رومان بنت عامر بن عويمر بن عبد شمس بن عتاب بن أذينة بن سبيع بن دهمان بن الحارث بن غنم بن مالك بن كنانة الكنانية، وهي أم عائشة وعبد الرحمن، توفيت في ذي الحجة سنة 4هـ أو 5هـ أو 6هـ.[279]
3. أسماء بنت عميس بن معد بن الحارث بن تيم الشهرانية الخثعمية، وهي أم محمد، كانت زوج جعفر بن أبي طالب، فلما قتل جعفر تزوجها أبو بكر، ثم مات عنها فتزوجها علي بن أبي طالب.[280]
4. حبيبة بنت خارجة بن زيد بن أبي زهير الخزرجية الأنصارية، وقيل: مليكة بنت خارجة، وهي أم أم كلثوم.[281]

### ذريته
لأبي بكر ستة أولاد، ثلاثة ذكور وثلاث إناث وهم:
1. عبد الرحمن بن أبي بكر، أمه أم رومان، وهو شقيق عائشة، توفي سنة 53هـ أو 55هـ أو 56هـ.[283]
2. عبد الله بن أبي بكر، أمه قتيلة بنت عبد العزى، وهو شقيق أسماء، وهو الذي كان يأتي النبيَّ وأباه أبا بكر بالطعام وبأخبار قريش إذ هما في الغار كل ليلة، توفي أول خلافة أبي بكر في شوال سنة 11هـ.[284]
3. محمد بن أبي بكر، أمه أسماء بنت عميس، وهو أخو عبد الله بن جعفر لأمه، وأخو يحيى بن علي لأمه.[285]
4. أسماء بنت أبي بكر، أمها قتيلة بنت عبد العزى، وهي زوج الزبير بن العوام وأم عبد الله بن الزبير، لقبت بذات النطاقين.[286]
5. عائشة بنت أبي بكر، أمها أم رومان، وهي زوج النبي محمد وأشهر نسائه، لقبت بالصديقة بنت الصديق وأم المؤمنين، وهي أحب الناس إلى النبي محمد، توفيت سنة 57هـ أو 58هـ ليلة الثلاثاء لسبع عشرة ليلة خلت من رمضان، ودفنت بالبقيع.[287]
6. أم كلثوم بنت أبي بكر، أمها حبيبة بنت خارجة، وقد ولدت بعد وفاة النبي محمد.[288]

## كتب ودراسات عنه
- أبو بكر حواري محمد، نظمي لوقا، دار الهلال، القاهرة، 1971،
- سيرة العتيق، موسى بن راشد العازمي، دار الصميعي للنشر والتوزيع.[289][290]

## الآراء والمواقف حوله

### نظرة أهل السنة والجماعة
يُعدّ أبو بكر أحد أكثر الشخصيات تبجيلاً عند أهل السنة والجماعة، فهو عندهم خيرُ الناس بعد الأنبياء والرسل، وذلك نقلاً عن علي بن أبي طالب، فعن محمد بن الحنفية (وهو محمد بن علي بن أبي طالب) أنه قال:
ويعتبر أهلُ السنة أبا بكر أول من أسلم من الرجال الأحرار، وأول مسلم أوذي في الله بعد النبي محمد، وأول من دافع عن النبي محمد، وأول من دعا إلى الإسلام من الصحابة، وأول من بذل ماله لنصرة الإسلام، وهو عندهم أتقى الأمة بالكتاب والسنة، وأشجع الناس بعد النبي محمد، وأحب الخلق إلى النبي بعد السيدة عائشة، وأرجح الأمة إيماناً، وأكثر الصحابة زهداً، وقد وردت أحاديث وآثار عديدة تبين فضل أبي بكر ومكانته، وتدل على أنه أحق الصحابة بالخلافة، ومنها:
- عن عائشة أنها قالت: قال لي رسول الله ﷺ في مرضه: «ادعي لي أبا بكر أباك، وأخاك، حتى أكتب كتاباً، فإني أخاف أن يتمنى متمن ويقول قائل: أنا أولى، ويأبى الله والمؤمنون إلا أبا بكر» - حديث صحيح.[297]
- عن ابن عباس، عن النبي أنه قال: «لو كنت متخذاً من أمتي خليلاً لاتخذت أبا بكر، ولكن أخي وصاحبي» - حديث صحيح.[298]
- عن عمرو بن العاص أن النبي محمداً بعثه على جيش ذات السلاسل، فأتاه فقال: «أي الناس أحب إليك؟»، قال: «عائشة»، فقلت: «من الرجال؟»، فقال: «أبوها»، قلت: «ثم من؟»، قال: «ثم عمر بن الخطاب» فعد رجالاً - حديث صحيح.[299]
- عن محمد بن جبير بن مطعم عن أبيه، قال: «أتت امرأة النبي ﷺ، فأمرها أن ترجع إليه، قالت: «أرأيت إن جئت ولم أجدك؟»، كأنها تقول: الموت، قال ﷺ: «إن لم تجديني فأتي أبا بكر»» - حديث صحيح.[300][301]
- عن أبي هريرة أنه قال: قال رسول الله ﷺ: «من أصبح منكم اليوم صائماً؟»، قال أبو بكر: أنا، قال: «فمن تبع منكم اليوم جنازة؟»، قال أبو بكر: أنا، قال: «فمن أطعم منكم اليوم مسكيناً؟»، قال أبو بكر: أنا، قال: «فمن عاد منكم اليوم مريضاً؟»، قال أبو بكر: أنا، فقال رسول الله ﷺ: «ما اجتمعن في امرئ إلا دخل الجنة» - حديث صحيح.[302]
- عن ابن عمر أنه قال: «كنا نخير بين الناس في زمن النبي ﷺ، فنخير أبا بكر، ثم عمر بن الخطاب، ثم عثمان بن عفان رضي الله عنهم».[303]
- قَالَ رَسُولُ اللَّهِ صَلَّى اللَّهُ عَلَيْهِ وَسَلَّمَ: « إِنَّهُ لَمْ يَكُنْ قَبْلِي نَبِيٌّ إِلَّا قَدْ أُعْطِيَ سَبْعَةَ رُفَقَاءَ نُجَبَاءَ وُزَرَاءَ، وَإِنِّي أُعْطِيتُ أَرْبَعَةَ عَشَرَ: حَمْزَةُ، وَجَعْفَرٌ، وَعَلِيٌّ، وَحَسَنٌ، وَحُسَيْنٌ، وَأَبُو بَكْرٍ، وَعُمَرُ، وَالْمِقْدَادُ، وَعَبْدُ اللَّهِ بْنُ مَسْعُودٍ، وَأَبُو ذَرٍّ، وَحُذَيْفَةُ، وَسَلْمَانُ، وَعَمَّارٌ، وَبِلَالٌ ».[304]

### نظرة الشيعة
يؤمن الشيعة الإثنا عشرية أن الخلافة أو الإمامة لا تجوز إلا لأهل البيت، وأن علي بن أبي طالب كان أحق بالخلافة من أبي بكر، ولكن أبا بكر غصبها من علي بن أبي طالب غصباً، وبالغ بعضُ متشددي الشيعة حتى زعموا أن أبا بكر لم يدخل الإسلام إلا طمعاً في الحكم والسلطة، ويرى الشيعة أن بيعة أبي بكر لم تكن بالنص من النبي محمد، وهم يتفقون في ذلك مع أهل السنة، فقد قال ابن كثير: «إن رسول الله ﷺ لم ينص على الخلافة عيناً لأحد من الناس، لا لأبي بكر كما قد زعمه طائفة من أهل السنة، ولا لعلي كما يقوله طائفة من الرافضة». ولكن الشيعة الإثنا عشرية يختلفون مع أهل السنة في أن بيعة أبي بكر لم تكن بالشورى بين المسلمين، ولم تكن بإجماع المسلمين، وإنما كانت «فلتة» كما وصفها علماؤهم. وقد استعاروا هذا التعبير من كلمة الخليفة عمر بن الخطاب عن بيعة أبي بكر حيث قال: « فلا يغترن امرؤ أن يقول إن بيعة أبي بكر رضي الله عنه كانت فلتة، ألا وإنها كانت كذلك، ألا وإن الله عز وجل وقى شرها ...».
وأما الشيعة الزيدية فهم كإمامهم وصاحب مذهبهم زيد بن علي بن الحسين يرون صحة إمامة أبي بكر وعمر وعثمان، ولم يقل أحدٌ منهم بتكفير أحد من الصحابة، ومن مذهبهم جواز إمامة المفضول مع وجود الأفضل، ومعظم الزيدية المعاصرين يُقرُّون خلافة أبي بكر وعمر، ولا يلعنونهما كما تفعل بعض فرق الشيعة الأخرى، بل يترضون عنهما.

### نظرة الغرب
يقول المؤرخ والكاتب الأمريكي واشنطن إيرفينج في كتابه «محمد وخلفاؤه» عن أبي بكر:
| أبو بكر الصديق | لقد كان رجلاً حُكمه عظيم، يقظاً حذراً، إدارياً بارعاً، أهدافه ومقاصده صادقة وغير أنانية، وموجهة نحو مصلحة القضية وليس نحو مصلحته الشخصية، وخلال فترة حكمه لم يخن شيئاً من أمور الدنيا الخسيسة، وكان لا يبالي بالثراء والبذخ والرفاهية، ولم يَقبل أي أجر مقابل خدماته، إلا مبلغاً زهيداً كافياً ليعيش حياة عربية من أبسط أنواع الحياة، حيث كانت حاشيته تتكون من جمل وعبد أسود، وأما الدخل الفائض الذي كان يدخل خزينته فقد كان يوزعه كل يوم جمعة، جزء منه يمنحه مكافأةً وتقديراً، والباقي يمنحه للفقراء، وكان دائماً على استعداد بأن يساعد المفجوعين والمكروبين من ماله الخاص. | أبو بكر الصديق |

وقد ورد في الموسوعة البريطانية "بريتانيكا" ترجمة موسَّعة لأبي بكر، خلاصتها:
| أبو بكر الصديق | أبو بكر، يسمى أيضاً: "الصديق"، هو الصاحب الأقرب للنبي محمد ومستشاره، وهو الذي خلف النبي بوظائفه السياسية والإدارية، وبالتالي هو من أنشأ نظام الخلافة. يُزعم أن أبا بكر هو أول ذكر اعتنق الإسلام، ولكنَّ كثيراً من المؤرخين المسلمين يشكون في وجهة النظر هذه. برز أبو بكر في المجتمع المسلم الأول بسبب زواج محمد من ابنته عائشة، ثم بسبب اختيار محمد له ليكون رفيقه في الهجرة إلى المدينة المنورة سنة 622م. في المدينة المنورة، كان أبو بكر المستشار الرئيسي لمحمد (622م-632م)، ومن أبرز وظائفه آنذاك: إمارة الحج إلى مكة المكرمة سنة 631م، وإمامة الناس في الصلاة في المدينة المنورة أثناء مرض محمد. بعد وفاة محمد (8 يونيو 632م)، استطاع المسلمون في المدينة حل أزمة الخلافة باختيار أبي بكر خليفةً للنبي محمد. وخلال حكمه (632م-634م)، تمكن من قمع الانتفاضات القبلية السياسية والدينية المعروفة باسم "الردة"، وبالتالي إخضاع الجزيرة العربية تحت الحكم الإسلامي. وبعد ذلك، شرع بالفتوحات الإسلامية في العراق وسوريا. | أبو بكر الصديق |

## الملاحظات
1. ↑  هند بنت سرير بن ثعلبة بن الحارث
2. ↑  هو الجد الخامس للنبي محمد
3. ↑  من نسله ينحدر بني مخزوم ومنهم أبو جهل وخالد بن الوليد وأم ألمؤمنين أم سلمة
4. ↑  عمرو بن كعب بن سعد بن تيم
5. ↑  لها من أبو قحافة 3 أبناء هم قريبة وأم فروة وأم عامر
6. ↑  زوجة النبي محمدﷺ
7. ↑  أنجب ولدا واحد هو أبو عتيق محمد
8. ↑  تزوجت الزبير بن العوام ولها منه خمسة أولاد وثلاث بنات
9. ↑  تزوجت من طلحة بن عبيد الله وأنجبت له ولدان وبنت ثم تزوجت عبد الرحمن بن عبد الله بن أبي ربيعة وأنجبت ولدان وبنتان
10. ↑  تزوج 9 مرات وأنجب أحد عشر ولدًا وأربع بنات
11. ↑  من رواة الحديث

## وصلات خارجية
- أبو بكر الصدّيق من موقع المدينة المنورة.
- أبو بكر الصديق نسبه وحياته من موقع 'رسول الله'.
- سيرة أبي بكر الصديق، من موقع صيد الفوائد.
- مجموعة مقالات عن أبي بكر الصديق، من موقع قصة الإسلام.
- نبذة عن شخصية الخليفة أبي بكر الصديق، من موقع إسلام ويب.
- فضل الصحابة - أبو بكر الصديق، من موقع إسلام هاوس.
- أبو بكر الصديق أول الخلفاء الراشدين، من موقع أهل السنة والجماعة.
- خليفة رسول الله أبو بكر الصديق.

| أبو بكر الصديق رأس بني تيمفرع من قريشولد: أكتوبر 573 توفي: 22 أغسطس 634 |                                                                 |                    |
| ألقاب سُنيَّة                                                              |                                                                 |                    |
| لقب جديد                                                                | خليفة رسول الله أول الخلفاء الراشدين 8 يونيو 632 – 22 أغسطس 634 | تبعه عمر بن الخطاب |